# Virginia
Virginia, oficialmente Mancomunidad de Virginia (en inglés Commonwealth of Virginia), es uno de los cincuenta estados que, junto con Washington D. C., forman los Estados Unidos de América. Su capital es Richmond y su ciudad más poblada, Virginia Beach.
Está ubicado en la región Sur del país, división Atlántico Sur, limitando al noroeste con Virginia Occidental, al noreste con el río Potomac que lo separa de Maryland y Washington D. C., al sur con Carolina del Norte, al suroeste con Tennessee y al oeste con Kentucky. Fue admitido en la Unión el 25 de junio de 1788, como el estado número 10.
Recibe su nombre por la reina Isabel I de Inglaterra, quien, al no haber contraído nunca matrimonio, era conocida como «la reina virgen». El estado es conocido por el apodo de «Viejo Dominio» (Old Dominion) y a veces por el de «Madre de Presidentes», por ser el lugar de nacimiento de ocho presidentes estadounidenses (incluidos cuatro de los cinco primeros).
Las raíces de la Virginia moderna se remontan a la fundación de la Colonia de Virginia en 1607 por la Compañía de Virginia de Londres. La agricultura, el colonialismo y la esclavitud desempeñaron papeles significativos en su economía y su política durante los primeros tiempos. Fue la primera colonia inglesa en el Nuevo Mundo y una de las trece colonias que participarían en la Guerra de Independencia, y posteriormente se convirtió en el corazón de la Confederación en la Guerra Civil estadounidense.
La capital de la Mancomunidad es Richmond, mientras que Virginia Beach es la ciudad más populosa y el condado de Fairfax es la subdivisión política con mayor población. De acuerdo con el censo de los Estados Unidos de 2010, la población del estado era de 8 001 024 habitantes. Aunque tradicionalmente conservadora e históricamente parte del Sur, la moderna Virginia es un estado políticamente competitivo para los dos principales partidos políticos nacionales.
Virginia tiene una economía con varios asentamientos importantes, que incluyen El Pentágono del Departamento de Defensa y diversas agencias federales en el Norte del estado, bases militares en Hampton Roads, así como una producción agrícola significativa. El llamado «Triángulo Histórico» incluye los populares destinos turísticos de la historia estadounidense de Jamestown, Yorktown y el museo vivo de Colonial Williamsburg. El crecimiento del sector tecnológico ha hecho de los chips la principal exportación del estado, con la industria basada en la solidez de sus escuelas públicas y de sus universidades.

## Geografía
Virginia tiene una superficie de 110 785 km² que la convierten en el 35.º estado estadounidense por su extensión. Sus estados colindantes son Maryland y el distrito de Columbia al norte y este; el océano Atlántico al este; Carolina del Norte y Tennessee al sur; Kentucky al oeste y Virginia Occidental al norte y oeste. Debido a una peculiaridad de sus estatutos originales, su frontera con Maryland no se extiende por delante de la señal de bajamar de la orilla Sur del río Potomac, lo que hace que Maryland y el distrito de Columbia abarquen la anchura total del río en lugar de estar dividido entre este y Virginia. La frontera sur está definida como 36° 30′ paralelo norte, y ha sido causa de disputas territoriales con Carolina del Norte a lo largo de la historia.

### Mapas

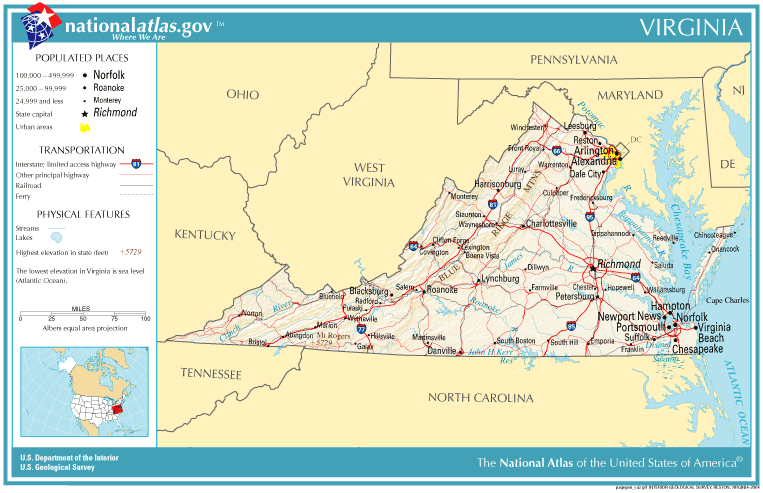
Mapa de las principales ciudades y carreteras de Virginia
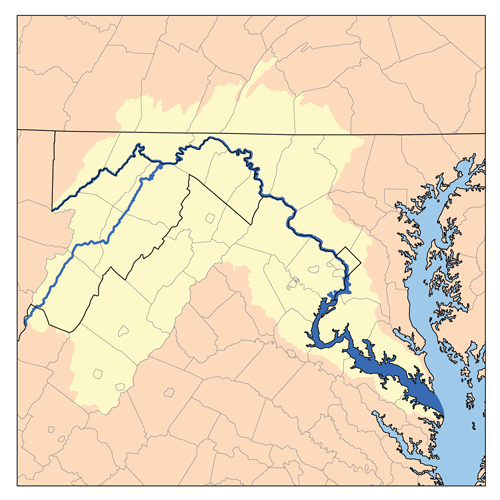
Mapa del río Potomac que forma la frontera noreste de Virginia con Maryland y Washington D. C.
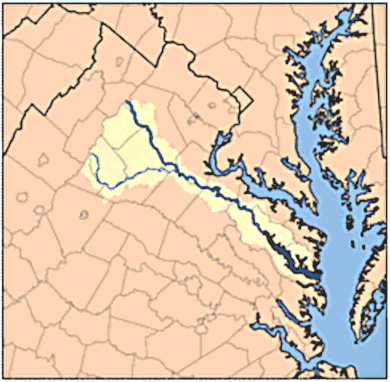
Río Rappahannock que discurre por el norte del estado
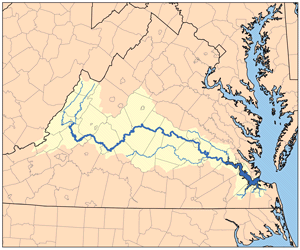
Río James, que atraviesa el centro del estado
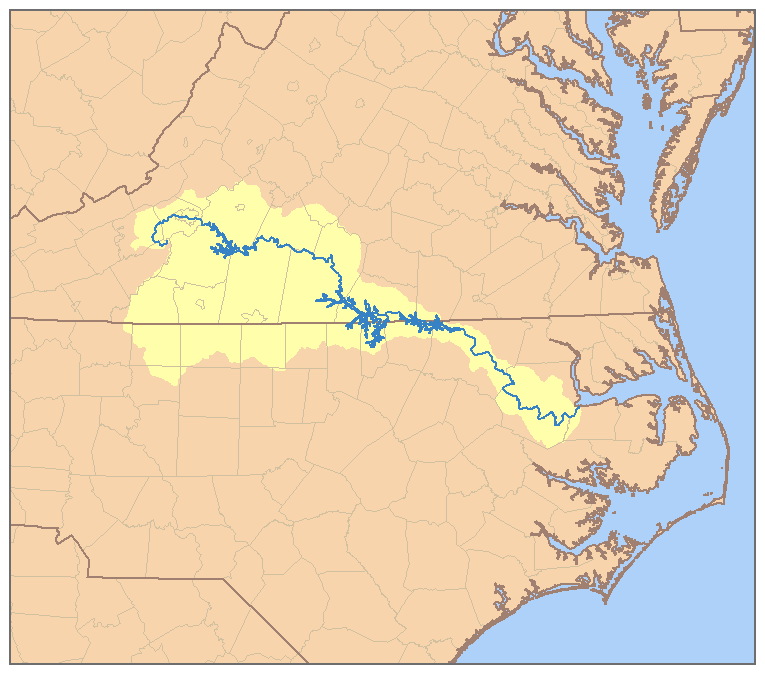
Río Roanoke, que fluye por el sur del estado, antes de entrar en Carolina del Norte
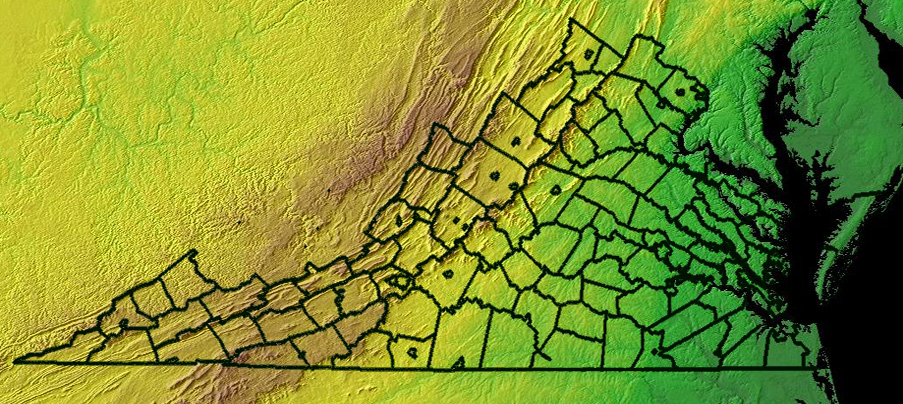
Mapa topográfico de los condados de Virginia

### Geología y relieve
La bahía Chesapeake separa la mayoría de la parte contigua del estado de la península de dos condados conocida como Eastern Shore (Orilla Este). La mayor parte de sus ríos desembocan en la bahía Chesapeake, incluidos el Potomac, Rappahannock, James y York.
Geográfica y geológicamente, el estado está dividido en cinco regiones. De este a oeste, encontramos:
- Tierras bajas del litoral — llanura costera entre la costa Atlántica y la línea de caída,[13] incluida la Eastern Shore y los principales estuarios.
- Piedmont — Estribaciones basadas en rocas sedimentarias e ígneas mesozoicas en el piedemonte Este de las montañas Apalaches, incluyendo las montañas Sudoeste.[14]
- Cordillera Blue — incluye monte Rogers y el Sendero de los Apalaches, así como los puntos más elevados del estado.
- Cordillera y Valle — incluye la montaña Massanutten y el Gran Valle de los Apalaches, con rocas carbonatadas en el subsuelo.
- Meseta de los Apalaches — al oeste de las montañas hacia la meseta Allegheny con un sistema de desagüe dendrítico que desemboca en la cuenca de río Ohio.[15]

La zona sísmica de Virginia no ha tenido historia de actividad regular. Los terremotos raramente superan los 4,5 en la escala de Richter debido a su situación en el centro de la Placa Norteamericana. El mayor terremoto, de magnitud 5,9, se produjo en 1897 en Blacksburg. Además de carbón, en el estado se extraen recursos como la pizarra, cianita, arena y grava, con un valor anual de más de dos mil millones de dólares.

### Clima

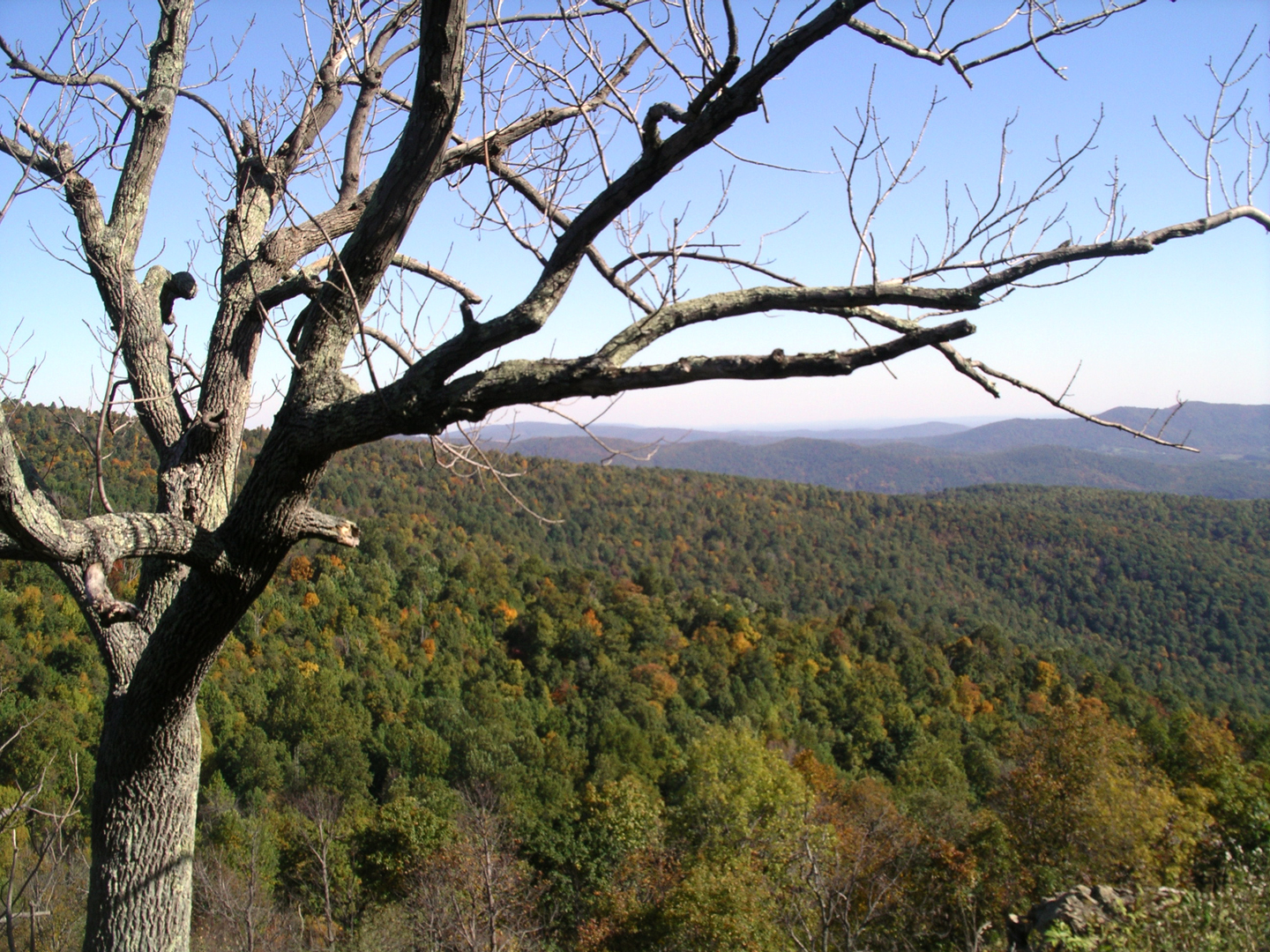
Al oeste de las montañas Blue se desarrolla un clima continental húmedo.

La mayor parte del estado al este de las montañas Blue, más la parte sur del valle Shenandoah, tiene un clima subtropical húmedo (clasificación climática de Köppen Cfa). En las áreas montañosas al oeste de las Blue, el clima se vuelve continental húmedo (Köppen Dfa). La influencia moderadora del océano desde el este, potenciada por la corriente del Golfo, también posibilita la aparición de ciclones tropicales cerca de la boca de la bahía Chesapeake, haciendo vulnerable el área costera. Aunque el huracán Gaston en 2004 inundó Richmond, los huracanes raramente amenazan las comunidades alejadas de la costa.
Las tormentas se producen de forma regular, con un promedio de 35 a 45 días de actividad tormentosa anual en el estado. El área más frecuente de desarrollo de tormentas es el oeste. En Virginia hay un promedio de unos 85 tornados por año, aunque la mayoría son F2 y menores según la escala Fujita. Las masas de aire frío que llegan a las montañas, sobre todo en invierno, pueden llevar nevadas significativas a aquellas regiones, como la ventisca de 1996. La interacción de estos elementos con la topografía del estado crea distintos microclimas en el valle Shenandoah, el sudoeste montañoso y las llanuras costeras.
En años recientes, la expansión de los barrios del sur de Washington D. C. en el Norte de Virginia ha creado una isla de calor urbana debido al aumento de salida de energía de las áreas más urbanizadas. En el informe de la American Lung Association de 2008, dos condados recibieron calificaciones deficientes en cuanto a la calidad del aire, con el condado de Fairfax como el peor del estado, debido a la contaminación automovilística. El carbón produce la mitad de la energía eléctrica del estado, un tercio proviene de dos centrales nucleares y las centrales térmicas a base de gas natural y petróleo la mayor parte del resto.
| Tabla climatológica de Virginia                                                        | Tabla climatológica de Virginia                                                        | Tabla climatológica de Virginia                                                        | Tabla climatológica de Virginia                                                        | Tabla climatológica de Virginia                                                        | Tabla climatológica de Virginia                                                        | Tabla climatológica de Virginia                                                        | Tabla climatológica de Virginia                                                        | Tabla climatológica de Virginia                                                        | Tabla climatológica de Virginia                                                        | Tabla climatológica de Virginia                                                        | Tabla climatológica de Virginia                                                        | Tabla climatológica de Virginia                                                        | Tabla climatológica de Virginia                                                        |
| Temperaturas típicas mensuales máximas y mínimas de varias ciudades del estado (en °C) | Temperaturas típicas mensuales máximas y mínimas de varias ciudades del estado (en °C) | Temperaturas típicas mensuales máximas y mínimas de varias ciudades del estado (en °C) | Temperaturas típicas mensuales máximas y mínimas de varias ciudades del estado (en °C) | Temperaturas típicas mensuales máximas y mínimas de varias ciudades del estado (en °C) | Temperaturas típicas mensuales máximas y mínimas de varias ciudades del estado (en °C) | Temperaturas típicas mensuales máximas y mínimas de varias ciudades del estado (en °C) | Temperaturas típicas mensuales máximas y mínimas de varias ciudades del estado (en °C) | Temperaturas típicas mensuales máximas y mínimas de varias ciudades del estado (en °C) | Temperaturas típicas mensuales máximas y mínimas de varias ciudades del estado (en °C) | Temperaturas típicas mensuales máximas y mínimas de varias ciudades del estado (en °C) | Temperaturas típicas mensuales máximas y mínimas de varias ciudades del estado (en °C) | Temperaturas típicas mensuales máximas y mínimas de varias ciudades del estado (en °C) | Temperaturas típicas mensuales máximas y mínimas de varias ciudades del estado (en °C) |
| Ciudad                                                                                 | Ciudad                                                                                 | Ene                                                                                    | Feb                                                                                    | Mar                                                                                    | Abr                                                                                    | May                                                                                    | Jun                                                                                    | Jul                                                                                    | Ago                                                                                    | Sep                                                                                    | Oct                                                                                    | Nov                                                                                    | Dic                                                                                    |
| -------------------------------------------------------------------------------------- | -------------------------------------------------------------------------------------- | -------------------------------------------------------------------------------------- | -------------------------------------------------------------------------------------- | -------------------------------------------------------------------------------------- | -------------------------------------------------------------------------------------- | -------------------------------------------------------------------------------------- | -------------------------------------------------------------------------------------- | -------------------------------------------------------------------------------------- | -------------------------------------------------------------------------------------- | -------------------------------------------------------------------------------------- | -------------------------------------------------------------------------------------- | -------------------------------------------------------------------------------------- | -------------------------------------------------------------------------------------- |
| Lynchburg                                                                              | Max                                                                                    | 6,7                                                                                    | 9,4                                                                                    | 14,4                                                                                   | 20,0                                                                                   | 24,4                                                                                   | 27,8                                                                                   | 30,0                                                                                   | 29,4                                                                                   | 25,6                                                                                   | 20,0                                                                                   | 14,4                                                                                   | 8,9                                                                                    |
| Lynchburg                                                                              | Min                                                                                    | -4,4                                                                                   | -2,8                                                                                   | 1,1                                                                                    | 6,1                                                                                    | 10,6                                                                                   | 15,6                                                                                   | 17,8                                                                                   | 16,7                                                                                   | 13,3                                                                                   | 6,7                                                                                    | 1,7                                                                                    | -2,2                                                                                   |
| Norfolk                                                                                | Max                                                                                    | 8,9                                                                                    | 10,0                                                                                   | 14,4                                                                                   | 19,4                                                                                   | 23,9                                                                                   | 28,3                                                                                   | 30,6                                                                                   | 29,4                                                                                   | 26,1                                                                                   | 20,6                                                                                   | 16,1                                                                                   | 11,1                                                                                   |
| Norfolk                                                                                | Min                                                                                    | 0                                                                                      | 1,1                                                                                    | 4,4                                                                                    | 8,9                                                                                    | 14,4                                                                                   | 18,9                                                                                   | 21,7                                                                                   | 21,1                                                                                   | 18,3                                                                                   | 11,7                                                                                   | 6,7                                                                                    | 2,2                                                                                    |
| Richmond                                                                               | Max                                                                                    | 7,2                                                                                    | 9,4                                                                                    | 14,4                                                                                   | 20,6                                                                                   | 24,4                                                                                   | 28,9                                                                                   | 31,1                                                                                   | 30,0                                                                                   | 26,7                                                                                   | 20,6                                                                                   | 15,6                                                                                   | 10,0                                                                                   |
| Richmond                                                                               | Min                                                                                    | -2,2                                                                                   | -1,1                                                                                   | 2,8                                                                                    | 7,2                                                                                    | 12,8                                                                                   | 17,2                                                                                   | 20,0                                                                                   | 19,4                                                                                   | 15,6                                                                                   | 8,3                                                                                    | 3,3                                                                                    | -0,6                                                                                   |
| Roanoke                                                                                | Max                                                                                    | 7,2                                                                                    | 9,4                                                                                    | 14,4                                                                                   | 20,0                                                                                   | 24,4                                                                                   | 28,3                                                                                   | 31,1                                                                                   | 30,0                                                                                   | 26,1                                                                                   | 20,6                                                                                   | 14,4                                                                                   | 9,4                                                                                    |
| Roanoke                                                                                | Min                                                                                    | -2,8                                                                                   | -1,7                                                                                   | 2,2                                                                                    | 6,7                                                                                    | 11,1                                                                                   | 15,6                                                                                   | 18,3                                                                                   | 17,2                                                                                   | 13,9                                                                                   | 7,2                                                                                    | 2,8                                                                                    | -1,1                                                                                   |
| Fuente: Virginia Weather And Climate. US Travel Weather.                               |                                                                                        |                                                                                        |                                                                                        |                                                                                        |                                                                                        |                                                                                        |                                                                                        |                                                                                        |                                                                                        |                                                                                        |                                                                                        |                                                                                        |                                                                                        |

### Flora y fauna
Los bosques cubren el sesenta y cinco por ciento del territorio de Virginia. En algunas áreas montañosas del estado, predominan los pinos y ocasionalmente crecen de forma natural cactus nopales. En altitudes inferiores es más fácil encontrarse con pequeñas pero densas formaciones de abetos amantes de las zonas húmedas, así como musgos en abundancia. Otros árboles y plantas que se encuentran habitualmente incluyen el roble, el nogal americano, el castaño, el arce, el tulipanero, el laurel de montaña, las Asclepias, las margaritas y muchas especies de helechos. Las infestaciones de polillas que comenzaron a principios de los años 1990 han erosionado el dominio de los bosques de roble.

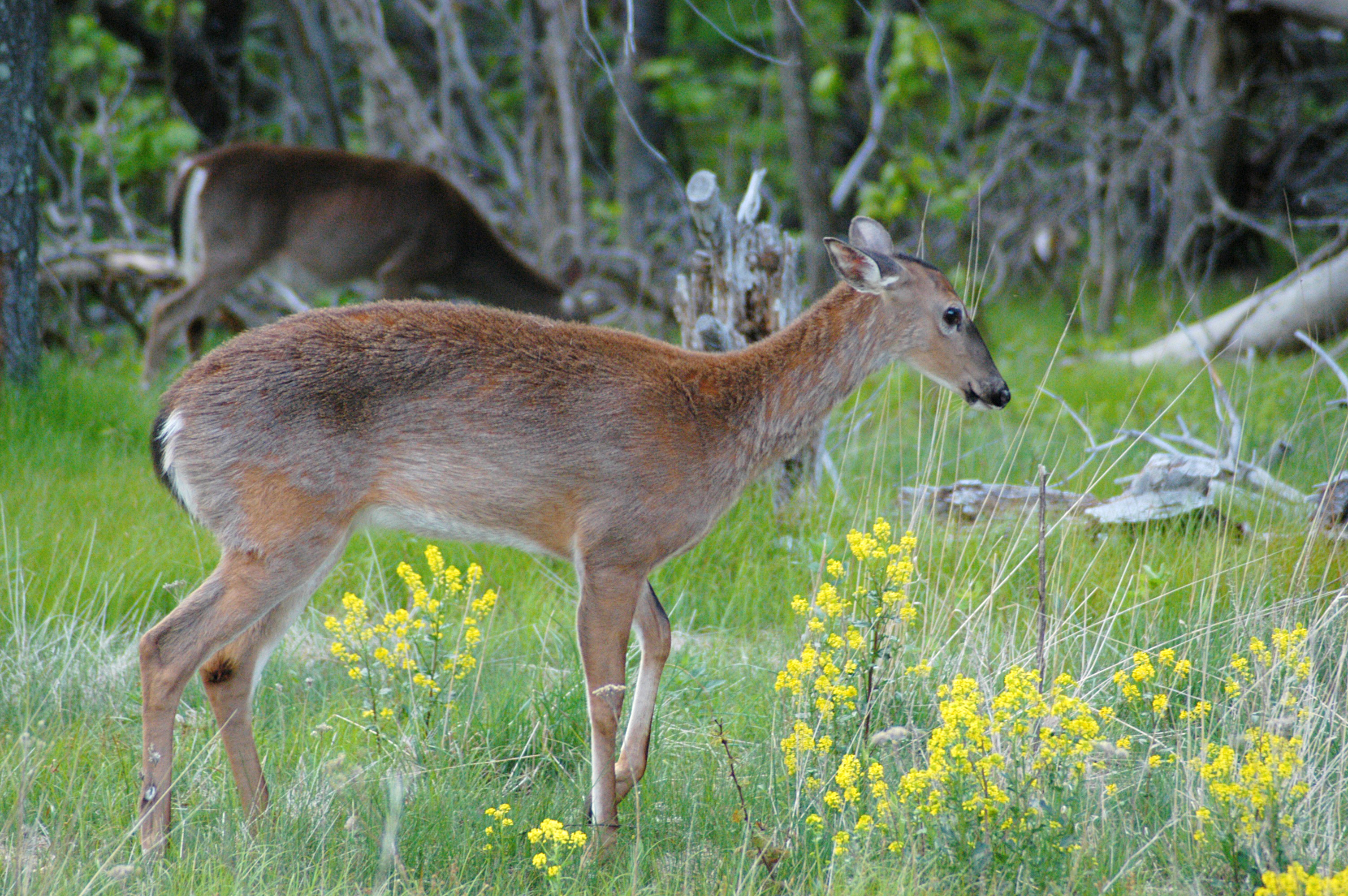
Ciervo en el parque nacional Shenandoah.

Los mamíferos incluyen al ciervo de cola blanca, el oso negro, el castor, el lince rojo, el mapache, la mofeta, el oposum, la marmota, el zorro gris y el conejo de cola de algodón del Este. Aunque sin confirmar de forma fehaciente, se han reportado avistamientos de pumas en áreas del estado. Las aves incluyen al cardenal de Virginia, el cárabo norteamericano, el carbonero de Carolina, el ratonero de cola roja y los pavos salvajes. El halcón peregrino fue reintroducido en el parque nacional Shenandoah a mediados de los años 1990. Los peces de agua dulce incluyen a la trucha de arroyo a la carpa de nariz larga y a la de nariz negra. Los arroyos que discurren con fondos rocosos a menudo están habitados por una gran cantidad de cangrejos de río. La bahía Chesapeake es hogar de muchas especies, que incluyen cangrejos azules, almejas, ostras y rockfish, también conocido como Bajo rayado.
Virginia cuenta con muchas unidades del Servicio de Parques Nacionales, incluido un parque nacional y el parque nacional Shenandoah. Shenandoah fue establecido en 1935 y abarca el pintoresco sendero Skyline Drive, ruta de unos 170 km que discurre entre las montañas. Es popular por sus cambiantes colores a la caída de las hojas, y anualmente es visitado por más de dos millones de personas, además de estar considerado como Lugar Escénico Nacional. Casi el cuarenta por ciento de la superficie del parque (322 km²) ha sido designada como «espacio natural» y está protegida como parte del Sistema Nacional de Preservación de Espacios Naturales. Otros parques como el Great Falls Park y el Prince William Forest Park están incluidos en su Servicio de Parques Nacionales. Además, posee treinta y cuatro parques estatales, dirigidos por el Departamento de Conservación y Recreo y el Departamento Forestal de Virginia. La bahía de Chesapeake, aun no siendo un parque nacional, está protegida tanto por la legislación estatal como por la federal, y el «Programa de la Bahía Chesapeake» dirigido conjuntamente por ambas administraciones está destinado a la restauración de la bahía y su cuenca. El Refugio Nacional de Vida Silvestre de Great Dismal Swamp se encuentra protegido tanto por Virginia como por Carolina del Norte.

## Historia
«Jamestown 2007» marcó el año del cuadringentésimo aniversario de Virginia, celebrando los cuatrocientos años del establecimiento de la colonia de Jamestown. Durante siglos Virginia ha estado a la cabeza de las guerras de la independencia, de la civil hasta la Guerra Fría y de la guerra contra el terrorismo. Los grandes cambios sociales de mediados hasta finales del siglo XX se expresaron a través de celebraciones que contaron con un amplio apoyo popular y que resaltaron las contribuciones de las tres culturas del estado: nativoamericana, europea y africana.

### Exploraciones y primeras misiones cristianas

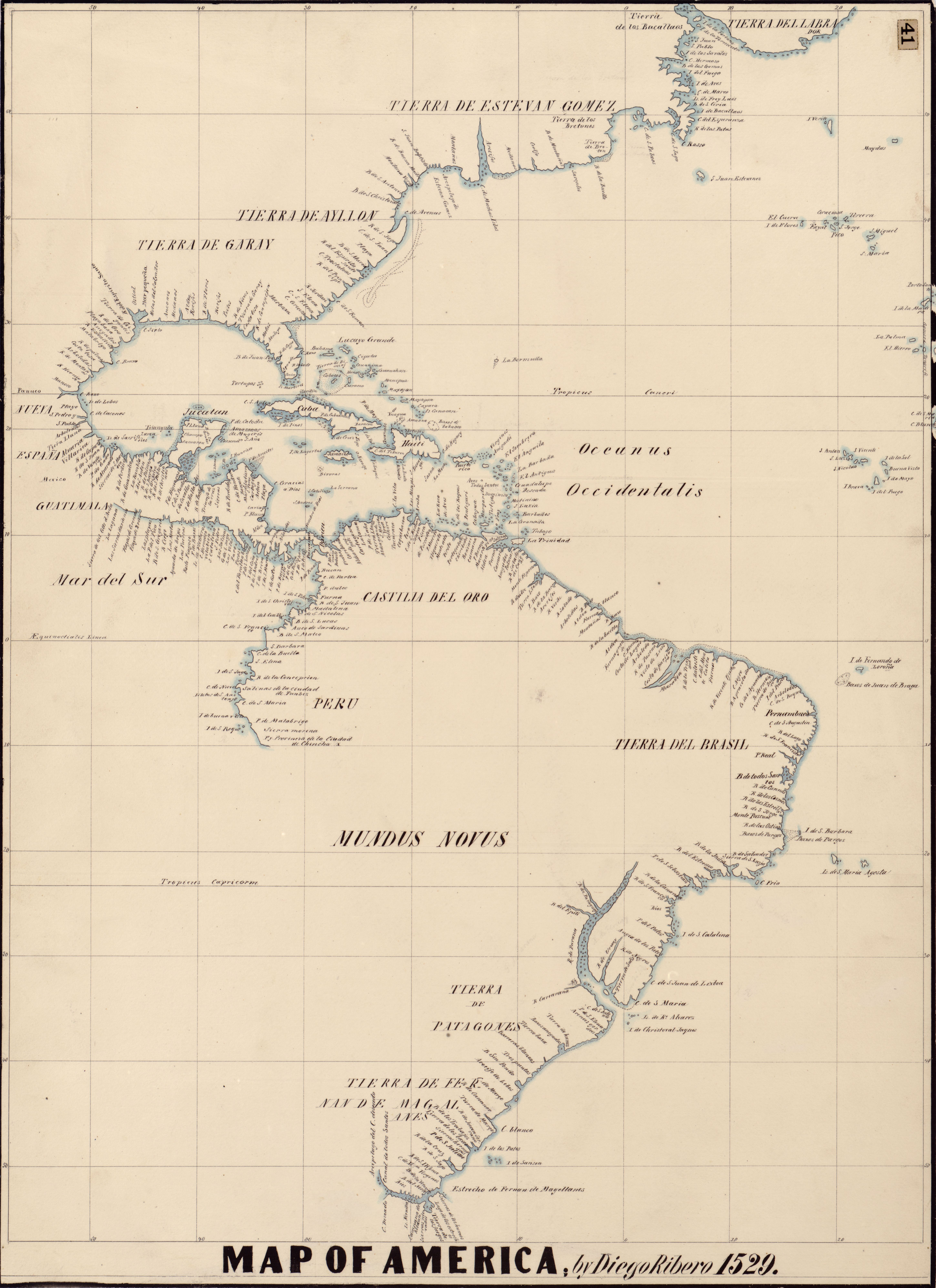
Detalle de la costa americana, mapa del cartógrafo Diego Ribeiro de 1529, donde la parte sur de la costa este de los actuales EE. UU. lleva el nombre de «Tierra de Ayllón».

En 1523, Lucas Vázquez de Ayllón, con autorización del rey Carlos I de España, organizó una expedición para buscar el pasaje norte a las Islas de las Especias, explorando la costa este del actual Estados Unidos (estados de Virginia y Carolina del Norte). En 1526, Vázquez de Ayllón fue el primer europeo en explorar y trazar un mapa de la bahía de Chesapeake. Estableció un breve poblado al que llamó «San Miguel de Guadalupe». La localización de ese poblado es discutida, algunos autores la sitúan en lo que posteriormente fue la ciudad de Jamestown (Virginia) y otros en la desembocadura del río Pedee.
Jesuitas provenientes de La Florida se establecieron en 1570 por sí solos (sin tropas españolas), en la misión de Ajacán (actual Virginia). En 1572 la Compañía de Jesús abandonó las misiones en esta zona, siendo sustituida por la Orden de San Francisco. La primera década franciscana fue una época turbulenta en la que se abandonaron los puestos misionales, aunque se volvieron a ocupar más tarde.

### Colonia inglesa

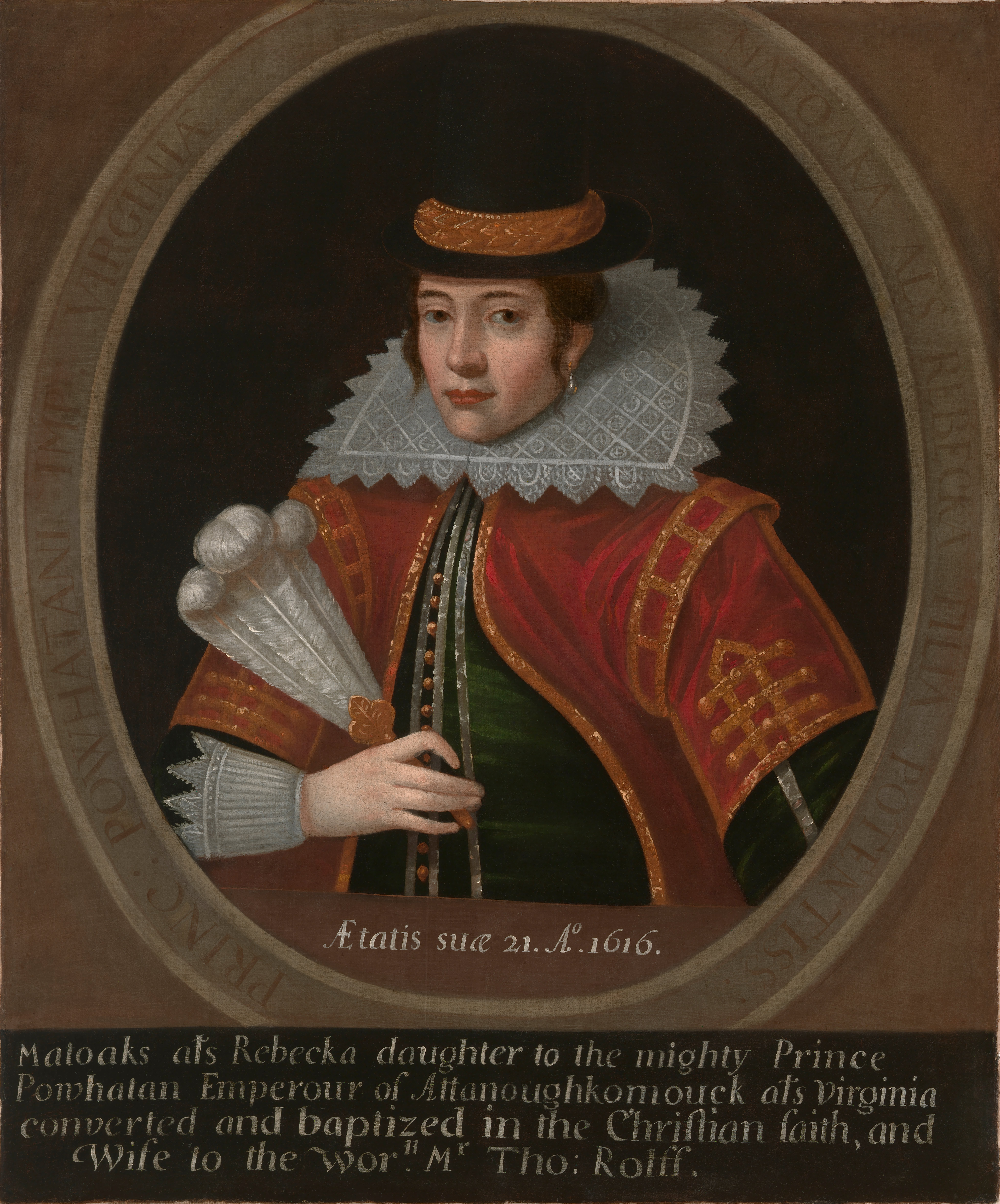
Retrato de Pocahontas, de la tribu powhatan, una antepasada de muchas de las llamadas «Primeras Familias» de Virginia.

En el momento de la colonización inglesa de la región, numerosos pueblos indígenas vivían en lo que actualmente es Virginia. Las tribus americanas del lugar incluían a los cheroqui, los chesepian, los chickahominy, los mattaponi, los meherrin, los monacan, los nansemond, los nottoway, los pamunkey, los powhatan, los rappahannock, los saponi y algunos otros. A menudo se divide a los nativos en tres grupos, basándose en gran medida en las diferencias lingüísticas. El grupo más numeroso es conocido como el algonquino liderado por Powhatan, jefe de los powhatan (y padre de la famosa Pocahontas). En 1607, la población nativa de las tierras bajas del litoral contaba entre 13 000 y 14 000 habitantes. Powhatan controló más de treinta tribus y 150 asentamientos, que hablaban el llamado algonquino de Virginia. Otros dos grandes grupos, como los nottoway y los meherrin, hablaban dialectos del iroqués, y los habitantes que vivían al pie de las montañas usaban dialectos sioux.

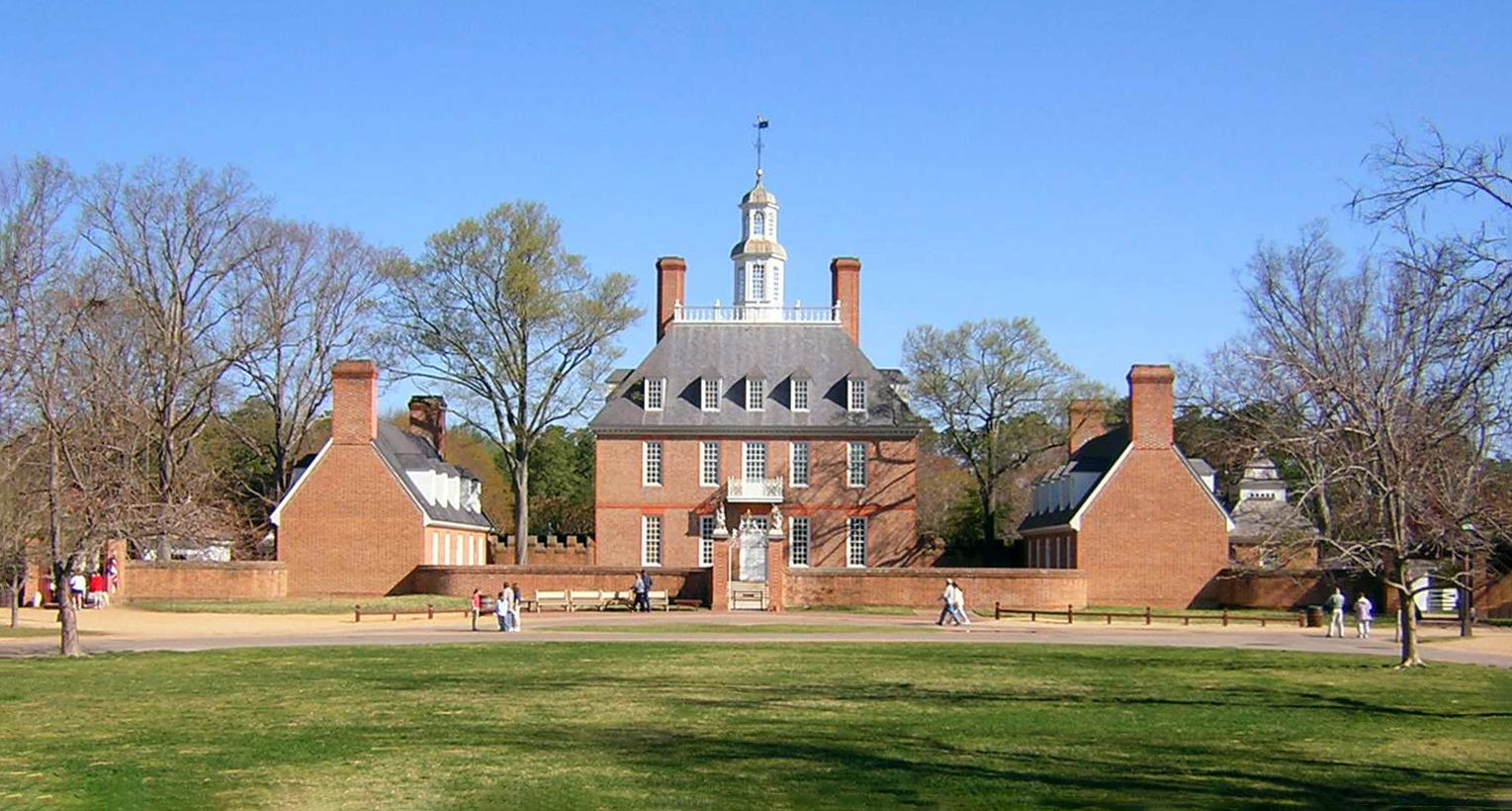
Williamsburg fue la capital colonial de 1699 a 1780.

En 1583, la reina Isabel I de Inglaterra concedió a Sir Walter Raleigh unos estatutos para explorar y fundar una colonia al norte de la Florida española. En 1584, Sir Walter Raleigh exploró la costa Atlántica de Norteamérica. Raleigh, o posiblemente la propia Reina, llamó a la zona «Virginia» pues la reina Isabel era conocida como «la Reina Virgen» por no haber contraído nunca matrimonio. El nombre se aplicó finalmente a toda la costa desde Carolina del Sur a Maine, incluidas las Bermudas. La Compañía de Virginia de Londres fue incorporada como una sociedad anónima por los Estatutos de 1606, que concedían derechos de propiedad sobre la zona. La compañía financió el primer establecimiento inglés permanente en el Nuevo Mundo. Jamestown, llamado así por el rey Jacobo I (James I, en inglés), fue fundada el 13 de mayo de 1607 por los capitanes Christopher Newport y John Smith. En 1609 muchos colonos perecieron durante el llamado «periodo hambriento» después de la pérdida del buque insignia del tercer aprovisionamiento, el Sea Venture.
La House of Burgesses (Cámara de los Ciudadanos) de Virginia fue establecida en 1619 como el gobierno electo de la colonia, y fue la primera asamblea legislativa del Nuevo Mundo. Durante estos primeros tiempos su población aumentó con la introducción de colonos y sirvientes en la creciente economía de grandes plantaciones. En 1619 llegaron los primeros negros africanos y al no existir leyes sobre la esclavitud, inicialmente fueron tratados como criados contratados, con las mismas oportunidades de libertad que los blancos. Sin embargo, en 1661 se aprobaron leyes sobre el trabajo esclavo, y desapareció cualquier pequeña cuota de libertad que pudiese haber existido. Después de 1618, el sistema de derechos sobre las tierras trajo a más criados ligados por contrato de Europa. En este sistema, los colonos recibían tierras por cada criado que transportaban. Las tierras de los nativos fueron expropiadas por la fuerza y por tratados, incluido el «Tratado de Virginia con los Indios de 1677», que convertía a las tribus signatarias estados tributarios. La capital colonial fue trasladada en 1699 a Williamsburg, donde el College of William and Mary había sido fundado en 1693.

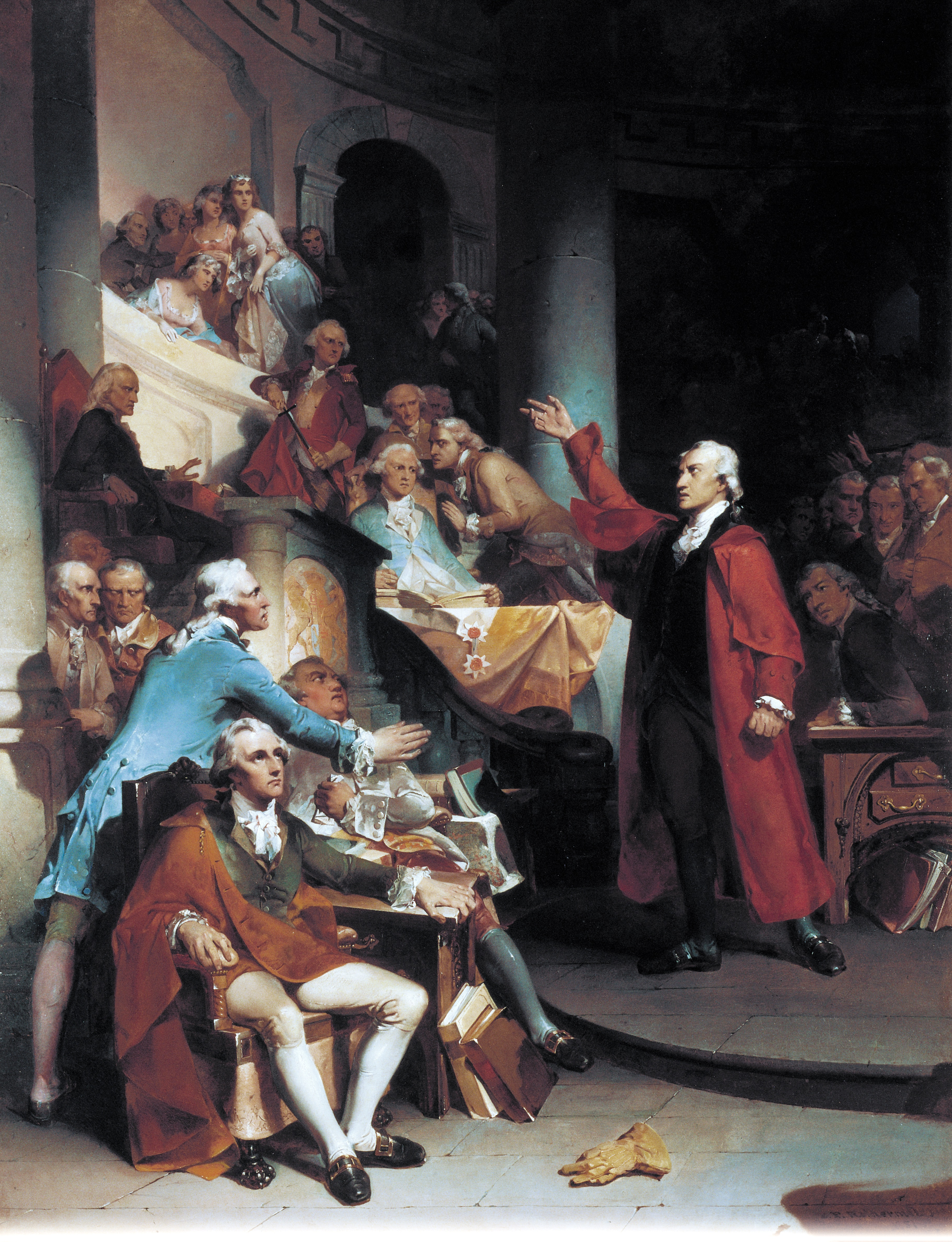
Pintura de 1851 del discurso de Patrick Henry ante la House of Burgesses durante las resoluciones de la asamblea legislativa de Virginia contra la Ley del Timbre de 1765.

La Cámara de los Ciudadanos fue temporalmente disuelta en 1769 por el gobernador Real, Lord Botetourt, después de que Patrick Henry y Richard Henry Lee lanzasen discursos en contra de los impuestos británicos sin la correspondiente representación colonial. En 1773, Henry y Lee formaron un comité de correspondencia, y en 1774 Virginia envió delegados al Congreso Continental. El 15 de mayo de 1776, la Convención de Virginia declaró su independencia del Imperio Británico. Poco después, la Convención de Virginia adoptó la Declaración de Derechos de Virginia escrita por George Mason, un documento que influyó en la Declaración de Independencia y la Declaración de Derechos. Entonces, el 29 de junio de 1776, la Convención decretó una Constitución, redactada por Thomas Jefferson, que formalmente declaró a Virginia como una commonwealth independiente.
Durante la Guerra de Independencia, la capital se trasladó a Richmond a instancias del gobernador Thomas Jefferson, temiendo que la ubicación de Williamsburg la hiciese vulnerable a un ataque británico. En 1781, la acción combinada de fuerzas terrestres y navales del Ejército Continental y del ejército francés, atrapó a los británicos en la península de Yorktown, donde las tropas bajo las órdenes de George Washington y del francés conde de Rochambeau derrotaron al general británico Charles Cornwallis en la Batalla de Yorktown. La rendición británica el 19 de octubre de 1781 afectó a la opinión pública británica, llevó al final de las principales hostilidades y aseguró la independencia de las colonias.

### Estado
Los virginianos contribuyeron decisivamente a la redacción de la Constitución de los Estados Unidos. James Madison diseñó un borrador del Plan Virginia en 1787 y de la Declaración de Derechos en 1789 y ratificó su constitución el 25 de junio de 1788. El compromiso de los «tres quintos» aseguró que el estado inicialmente poseía el bloque más numeroso en la Cámara de Representantes, y que junto a su «dinastía» de presidentes concedió a la commonwealth importancia nacional. En 1790, tanto Virginia como Maryland cedieron territorio para formar el nuevo distrito de Columbia, aunque en 1847 el área cedida inicialmente por Virginia fuese recuperada. A Virginia se la llama a veces «Madre de estados» debido a su papel en el nacimiento de varios estados del medio Oeste.

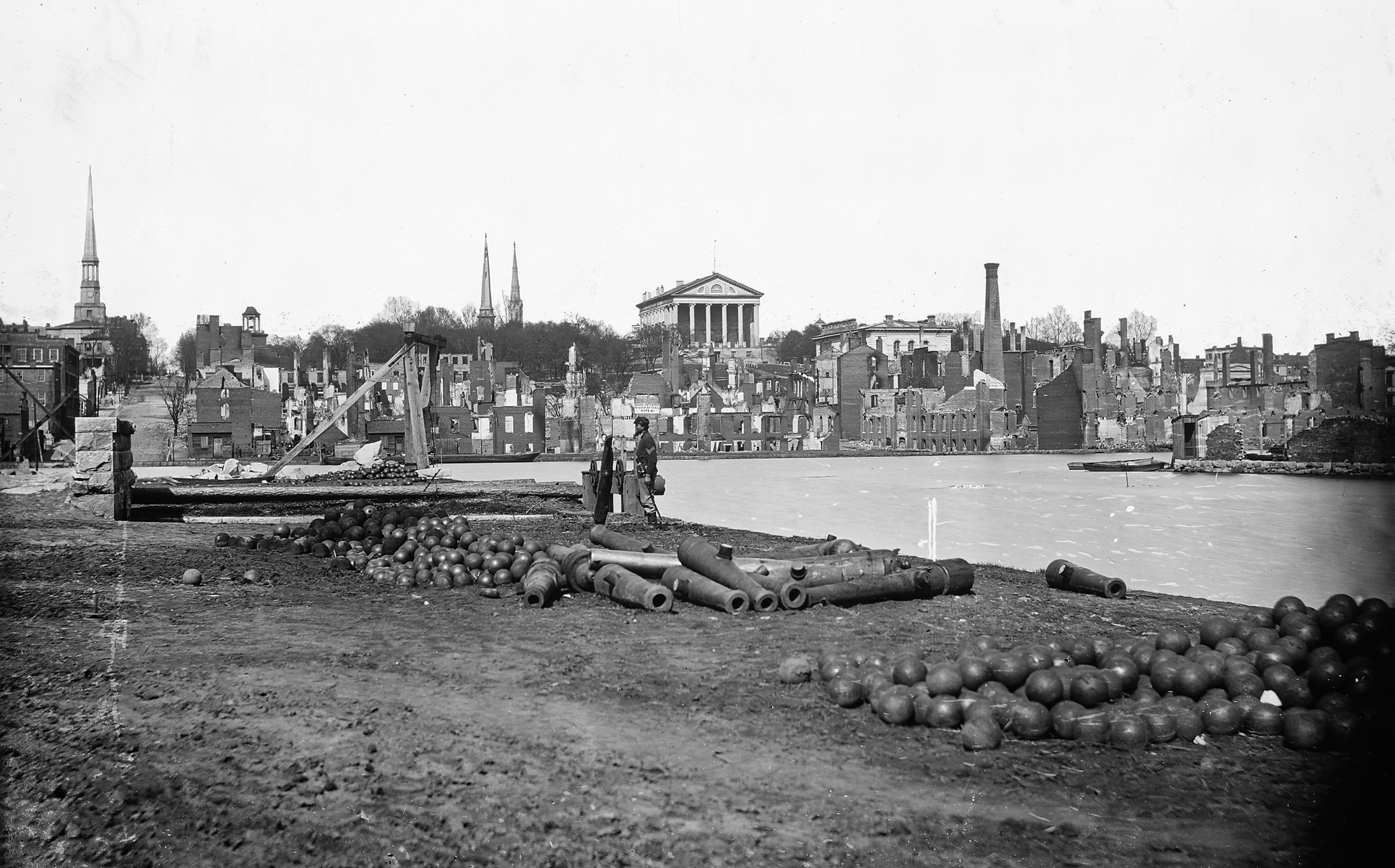
Richmond fue la capital de los Estados Confederados de América.

La rebelión de los esclavos liderada por Nat Turner en 1831 y la incursión de John Brown en Harpers Ferry en 1859 mostró el profundo descontento social sobre la cuestión de la esclavitud en Virginia y su papel en la economía de grandes plantaciones. Además de la agricultura, el trabajo esclavo también fue cada vez más utilizado en minería, en la construcción naval y en otras industrias. Hacia 1860, casi medio millón de personas, aproximadamente el treinta y uno por ciento de su población total, eran esclavos.
Virginia se separó de la Unión el 17 de abril de 1861, después de la Batalla de Fort Sumter, entregó a sus militares y en junio del mismo año ratificó la constitución de los Estados Confederados de América. Los Confederados decidieron trasladar su Capitolio a Richmond. En 1863 cuarenta y ocho condados del noroeste del estado se separaron de Virginia para formar el estado de Virginia Occidental. Durante la guerra civil estadounidense, se desarrollaron más batallas en su territorio que en ningún otro estado, incluidas la Primera batalla de Bull Run, la Batalla de Chancellorsville y la decisiva Batalla de Appomattox Court House. También se desarrolló en la bahía de Chesapeake la batalla naval de Hampton Roads. Después de la captura de Richmond, el Capitolio Confederado fue trasladado a Danville. Con el trabajo del llamado «Comité de los Nueve» durante la Reconstrucción de la posguerra, se reincorporó formalmente a la Unión el 26 de enero de 1870, y adoptó una Constitución que aseguraba el sufragio de la población negra, un sistema de escuelas públicas gratuitas y la garantía de derechos civiles y políticos.

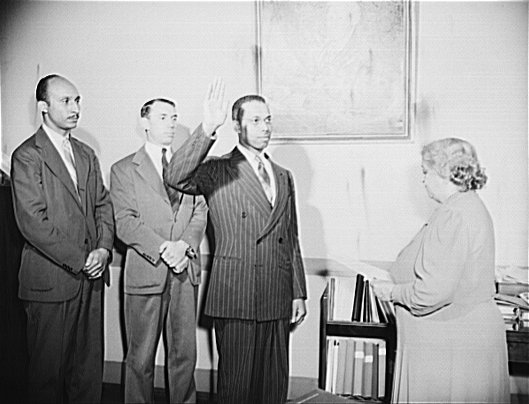
Oliver Hill supervisa el juramento del cargo del primer miembro afroamericano de la Oficina Procesal del Departamento de Justicia de los Estados Unidos.

Sin embargo durante la culminación de la era de Jim Crow, los legisladores reescribieron la Constitución de Virginia para incluir un impuesto de capitación y otras medidas en el registro de votantes que privaba de forma efectiva a los afroamericanos de los derechos civiles, infradotando escuelas segregadas y los servicios, además de la carencia de representación. A pesar de todo, los afroamericanos todavía creaban comunidades enérgicas y consiguieron progresar, y los primeros estudiantes negros asistieron a la Facultad de Derecho de la Universidad de Virginia en 1950, y a Virginia Tech en 1953. Protestas en Farmville iniciadas por la activista por los derechos civiles Barbara Rose Johns llevaron al pleito Davis contra Consejo Escolar del condado de Prince Edward, que fue ganado por Spottswood Robinson y Oliver Hill, naturales de Richmond. Este famoso caso fue llamado posteriormente como Brown contra Consejo de Educación (Brown v. Board of Education). Virginia sin embargo declaró en 1958 que las escuelas desegregadas no recibirían financiación estatal, bajo la política denominada «resistencia masiva» encabezada por el poderoso senador segregacionista Harry F. Byrd. En 1959 el condado de Prince Edward decidió cerrar sus escuelas, antes que integrarlos.
El movimiento por los derechos civiles ganó a muchos adeptos en los años 1960 y consiguió la fuerza moral para obtener una legislación nacional para la protección del sufragio y los derechos civiles de los afroamericanos. En 1971, los legisladores estatales volvieron a modificar la constitución, después de que los objetivos, como la integración legal y la abrogación de las leyes de Jim Crow, habían sido conseguidos. En 1989, Douglas Wilder se convirtió en el primer afroamericano en acceder al cargo de gobernador en los Estados Unidos.
En 1926, el doctor Goodwin, rector de la iglesia de la parroquia de Bruton en Williamsburg, comenzó la restauración de edificios de la época colonial en el distrito histórico, con el respaldo financiero de John D. Rockefeller, Jr. (hijo de John D. Rockefeller) que terminó convirtiéndose en el Colonial Williamsburg. La Segunda Guerra Mundial y la Guerra Fría condujeron a la expansión masiva de programas del gobierno en las áreas cercanas a Washington. Virginia fue objetivo de los atentados del 11 de septiembre de 2001, cuando el vuelo 77 de American Airlines se estrelló contra Pentágono y donde murieron ciento ochenta y cinco personas. La tragedia golpeó de nuevo a Virginia en 2007, cuando treinta y dos estudiantes fueron asesinados en la llamada «masacre de Virginia Tech».

## Demografía
| Incremento de la población | Incremento de la población | Incremento de la población |
| Censo                      | Población                  | Diferencia                 |
| -------------------------- | -------------------------- | -------------------------- |
| 1790                       | 691 737                    | —                          |
| 1800                       | 807 557                    | 16,70%                     |
| 1810                       | 877 683                    | 8,70%                      |
| 1820                       | 938 261                    | 6,90%                      |
| 1830                       | 1 044 054                  | 11,30%                     |
| 1840                       | 1 025 227                  | −1,80%                     |
| 1850                       | 1 119 348                  | 9,20%                      |
| 1860                       | 1 219 630                  | 9,00%                      |
| 1870                       | 1 225 163                  | 0,50%                      |
| 1880                       | 1 512 565                  | 23,50%                     |
| 1890                       | 1 655 980                  | 9,50%                      |
| 1900                       | 1 854 184                  | 12,00%                     |
| 1910                       | 2 061 612                  | 11,20%                     |
| 1920                       | 2 309 187                  | 12,00%                     |
| 1930                       | 2 421 851                  | 4,90%                      |
| 1940                       | 2 677 773                  | 10,60%                     |
| 1950                       | 3 318 680                  | 23,90%                     |
| 1960                       | 3 966 949                  | 19,50%                     |
| 1970                       | 4 648 494                  | 17,20%                     |
| 1980                       | 5 346 818                  | 15,00%                     |
| 1990                       | 6 187 358                  | 15,70%                     |
| 2000                       | 7 078 515                  | 14,40%                     |
| 2010                       | 8 001 024                  | 13,00%                     |

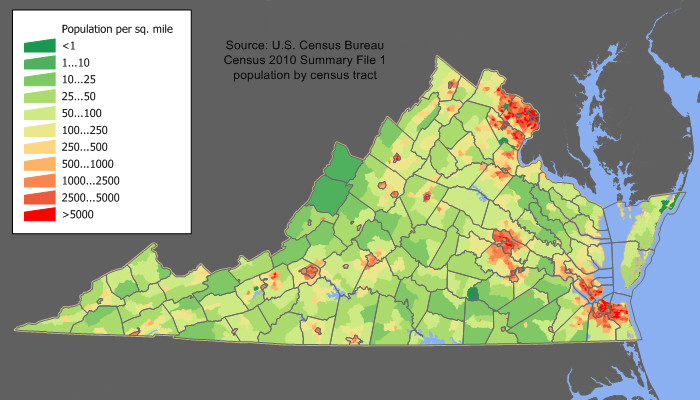
Mapa de la densidad de población de Virginia.

De acuerdo con el censo de los Estados Unidos de 2010, el estado contaba con una población de 8 001 024 habitantes, lo que supone un aumento de 922 509 habitantes, un trece por ciento de incremento sobre el censo anterior de 2000. El punto geográfico más cercano a todos los habitantes del estado de Virginia está localizado en el condado de Goochland.
El inglés fue aprobado como el idioma oficial del estado por estatutos en 1981 y 1996, y por Ley en 2006, aunque el estatus de idioma oficial no es un mandato de la Constitución de Virginia. El inglés es el único idioma hablado por 6 201 784 virginianos (el 86,9 %), y hablado muy bien por unos 536 508 adicionales (el 7,5 %), lo que hace que un total del 94,3 % de la commonwealth sean angloparlantes. El español incluye a la mayor parte de hablantes de otras lenguas, con 412 416 personas (el 5,8 %). 240 332 habitantes (el 3,4 %) hablan lenguas asiáticas y de islas del Pacífico, incluyendo el vietnamita y el filipino.

### Origen étnico
Los cinco mayores grupos de Virginia por su ascendencia son: africanos (19,6%), alemanes (11,7 %), estadounidenses sin especificar (11,4 %), ingleses (11,1 %), e irlandeses-escoceses e irlandeses (9,8 %). La mayoría de los afroamericanos de Virginia son descendientes de africanos esclavizados que trabajaban en las plantaciones de tabaco, de algodón y de cáñamo. Trajeron a estos hombres y mujeres desde el oeste de África central, principalmente de Angola y la Igbo zonas de la región del delta del Níger, actualmente Nigeria. La llamada Gran Migración del siglo XX (el traslado de aproximadamente siete millones de afroamericanos de los Estados Unidos del Sur al norte, Medio oeste y oeste a partir de 1910 y hasta 1970) de población negra desde el Sur rural al norte industrial, redujo la población afrodescendiente de Virginia; sin embargo, en los últimos cuarenta años hubo una migración inversa de población afrodescendiente que retornó a Virginia y el resto del Sur.
Las montañas occidentales tienen muchos establecimientos fundados por inmigrantes escoceses-irlandeses antes de la Revolución. También hay un considerable número de personas de ascendencia alemana en las montañas del noroeste y en el valle Shenandoah. Personas de herencia anglosajona se asentaron a lo largo del estado durante el período colonial, y otras de herencia británica e irlandesa emigraron allí durante décadas en busca de empleo.
A causa de la inmigración más reciente de finales del siglo XX y principios del siglo XXI, existe un rápido incremento de la población hispana (particularmente centroamericanos) y asiática. En 2007, el 6,6 % de los habitantes de Virginia eran hispanos, el 5,5 % asiáticos y el 1,8 % amerindios, nativos de Alaska, nativos hawaianos o isleños del Pacífico. La población hispana del estado se triplicó entre 1990 y 2006, de los cuales las dos terceras partes viven en el norte de Virginia. En contraste con los hispanos a escala nacional, los asentados en Virginia tienen ingresos domésticos medios más elevados y mayores logros educativos que los de los Estados Unidos en general.
El norte de Virginia tiene la población vietnamita más grande de la costa este, con algo más de 99 000 residentes vietnamitas, cuya ola principal de inmigración se produjo tras la guerra de Vietnam. Debido a su relación con la Armada, Hampton Roads tiene una considerable población filipina, estimada en unas 45 000 personas. En Virginia siguen viviendo ocho tribus amerindias reconocidas por la Federación, seis de las cuales están reconocidas por el estado.
| \| Datos demográficos de Virginia (csv) \| Datos demográficos de Virginia (csv) \| Datos demográficos de Virginia (csv) \| Datos demográficos de Virginia (csv) \| Datos demográficos de Virginia (csv) \| Datos demográficos de Virginia (csv) \| \| Por raza \| Blanca \| Negra \| AIAN* \| Asiática \| NHPI* \| \| ------------------------------------------------------------------------------------ \| ------------------------------------ \| ------------------------------------ \| ------------------------------------ \| ------------------------------------ \| ------------------------------------ \| \| 2000 (población total) \| 75,70% \| 20,54% \| 0,76% \| 4,32% \| 0,15% \| \| 2000 (sólo hispanos) \| 4,17% \| 0,42% \| 0,09% \| 0,07% \| 0,02% \| \| 2005 (población total) \| 74,94% \| 20,65% \| 0,74% \| 5,20% \| 0,16% \| \| 2005 (sólo hispanos) \| 5,44% \| 0,46% \| 0,10% \| 0,09% \| 0,03% \| \| Crecimiento 2000/05 (población total) \| 5,84% \| 7,49% \| 4,61% \| 28,64% \| 17,09% \| \| Crecimiento 2000/05 (sólo no hispanos) \| 3,87% \| 7,27% \| 2,22% \| 28,47% \| 15,73% \| \| Crecimiento 2000/05 (sólo hispanos) \| 39,60% \| 18,30% \| 22,10% \| 38,58% \| 24,16% \| \| *AIAN es amerindio o nativo de Alaska; NHPI es hawaiano nativo o isleño del Pacífico \| \| \| \| \| \| | Principales ancestros por condado    |        |        |          |        |
| \| Datos demográficos de Virginia (csv) \| Datos demográficos de Virginia (csv) \| Datos demográficos de Virginia (csv) \| Datos demográficos de Virginia (csv) \| Datos demográficos de Virginia (csv) \| Datos demográficos de Virginia (csv) \| \| Por raza \| Blanca \| Negra \| AIAN* \| Asiática \| NHPI* \| \| ------------------------------------------------------------------------------------ \| ------------------------------------ \| ------------------------------------ \| ------------------------------------ \| ------------------------------------ \| ------------------------------------ \| \| 2000 (población total) \| 75,70% \| 20,54% \| 0,76% \| 4,32% \| 0,15% \| \| 2000 (sólo hispanos) \| 4,17% \| 0,42% \| 0,09% \| 0,07% \| 0,02% \| \| 2005 (población total) \| 74,94% \| 20,65% \| 0,74% \| 5,20% \| 0,16% \| \| 2005 (sólo hispanos) \| 5,44% \| 0,46% \| 0,10% \| 0,09% \| 0,03% \| \| Crecimiento 2000/05 (población total) \| 5,84% \| 7,49% \| 4,61% \| 28,64% \| 17,09% \| \| Crecimiento 2000/05 (sólo no hispanos) \| 3,87% \| 7,27% \| 2,22% \| 28,47% \| 15,73% \| \| Crecimiento 2000/05 (sólo hispanos) \| 39,60% \| 18,30% \| 22,10% \| 38,58% \| 24,16% \| \| *AIAN es amerindio o nativo de Alaska; NHPI es hawaiano nativo o isleño del Pacífico \| \| \| \| \| \| | Datos demográficos de Virginia (csv) |        |        |          |        |
| Por raza | Blanca                               | Negra  | AIAN*  | Asiática | NHPI*  |
| 2000 (población total) | 75,70%                               | 20,54% | 0,76%  | 4,32%    | 0,15%  |
| 2000 (sólo hispanos) | 4,17%                                | 0,42%  | 0,09%  | 0,07%    | 0,02%  |
| 2005 (población total) | 74,94%                               | 20,65% | 0,74%  | 5,20%    | 0,16%  |
| 2005 (sólo hispanos) | 5,44%                                | 0,46%  | 0,10%  | 0,09%    | 0,03%  |
| Crecimiento 2000/05 (población total) | 5,84%                                | 7,49%  | 4,61%  | 28,64%   | 17,09% |
| Crecimiento 2000/05 (sólo no hispanos) | 3,87%                                | 7,27%  | 2,22%  | 28,47%   | 15,73% |
| Crecimiento 2000/05 (sólo hispanos) | 39,60%                               | 18,30% | 22,10% | 38,58%   | 24,16% |
| *AIAN es amerindio o nativo de Alaska; NHPI es hawaiano nativo o isleño del Pacífico |                                      |        |        |          |        |

### Núcleos urbanos

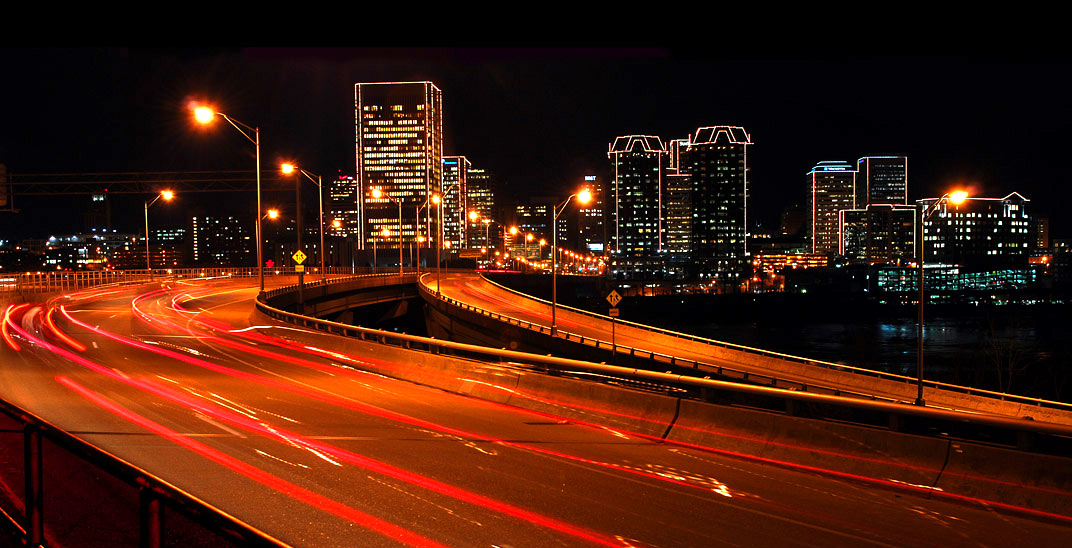
Richmond desde el puente Mánchester.

Virginia está dividida en ciudades independientes y condados, que funcionan de la misma manera. Según la Oficina del Censo estadounidense, las ciudades independientes se consideran equivalentes al condado. En 2006, treinta y nueve de las cuarenta y dos ciudades independientes de los Estados Unidos estaban en Virginia. Las ciudades incorporadas son reconocidas como parte de sus 95 condados, pero no son independientes. También existen cientos de diversas comunidades no incorporadas. El estado no tiene otras subdivisiones políticas, como pueblos o municipios.
Virginia tiene once Áreas Estadísticas Metropolitanas. Virginia del Norte, Hampton Roads y Richmond-Petersburg son las tres áreas metropolitanas más pobladas del estado. Richmond es la capital de Virginia, y su área metropolitana tiene una población de más de 1,2 millones de personas. Virginia Beach es la ciudad más poblada, con Norfolk en segundo lugar y Chesapeake en tercero. Norfolk forma el corazón urbano del área metropolitana, en donde viven más de 1,7 millones de personas y en donde se encuentra la mayor base naval del mundo.
Aunque no se haya incorporado como ciudad, el condado de Fairfax es su localidad más poblada, con más de un millón de residentes. Fairfax tiene un importante centro comercial y de negocios urbano en Tysons Corner, el centro de oficinas más grande de Virginia. El vecino condado de Loudoun, con la sede de condado en Leesburg, es el condado con el crecimiento más rápido de los Estados Unidos. El condado de Arlington, es el condado autónomo más pequeño de los Estados Unidos por superficie, consiste en una comunidad urbana organizada como un condado. Roanoke, con una población de 292 983 habitantes, es el Área Estadística Metropolitana más grande en el Oeste de Virginia. Suffolk, que incluye una parte del Great Dismal Swamp (Gran Pantano Triste), es la mayor ciudad en extensión.

### Religión
| Afiliación religiosa 2018 |                   |     |  |
| Cristianismo:             | Cristianismo:     | 73% |  |
|                           | Protestantismo:   | 60% |  |
| Catolicismo:              | 12%               |     |  |
| Cristianos ortodoxos :    | 1%                |     |  |
| Otras religiones:         | Otras religiones: | 6%  |  |
| Sin religión              | Sin religión      | 21% |  |

Virginia es predominantemente protestante; los bautistas son el mayor grupo único con el treinta por ciento de la población. Los grupos confesionales de bautistas incluyen a la Asociación Bautista General de Virginia, con aproximadamente 1400 iglesias miembro, que sostiene tanto a la Convención Bautista del Sur como a la moderada Comunidad Cooperativa Bautista; y los Conservadores Bautistas del Sur de Virginia con más de 500 iglesias afiliadas, que sostiene la Convención Bautista del Sur. Los católicos son el segundo grupo mayor, y con mayor incremento entre 1990 y 2000.
La diócesis católica de Arlington incluye la mayor parte de las Iglesias católicas de Virginia del Norte, mientras la diócesis de Richmond cubre el resto. El sínodo de Virginia es responsable de las congregaciones de la Iglesia Luterana. La diócesis episcopal de Virginia, Virginia del Sur y Virginia del Sudoeste sostiene varias iglesias episcopales. En el noviembre de 2006, quince iglesias episcopales conservadoras votaron para separarse de la diócesis y de la principal iglesia de la Comunión Anglicana a causa de la cuestión de la sexualidad y de la ordenación de clero y obispos abiertamente gays. La ley del estado permite que los feligreses determinen su afiliación a una Iglesia. El resultado del caso de la propiedad legal que resulte es una prueba para las iglesias episcopales a escala nacional, dado que la diócesis reclama las propiedades de iglesia de aquellas congregaciones que quieren separarse.
Entre los seguidores de «otras religiones» la Iglesia mormona constituye el 0,75 % de la población, mientras el budismo y el hinduismo comparten el uno por ciento cada uno. Aunque son una pequeña parte de la población en términos del total estatal, los judíos han estado presentes desde 1791. Los musulmanes son un grupo religioso de rápido crecimiento, aunque ha experimentado ciertos prejuicios. Las megaiglesias no confesionales del estado incluyen a la Iglesia Bíblica de McLean y a la Iglesia Bíblica de Immanuel.

## Economía

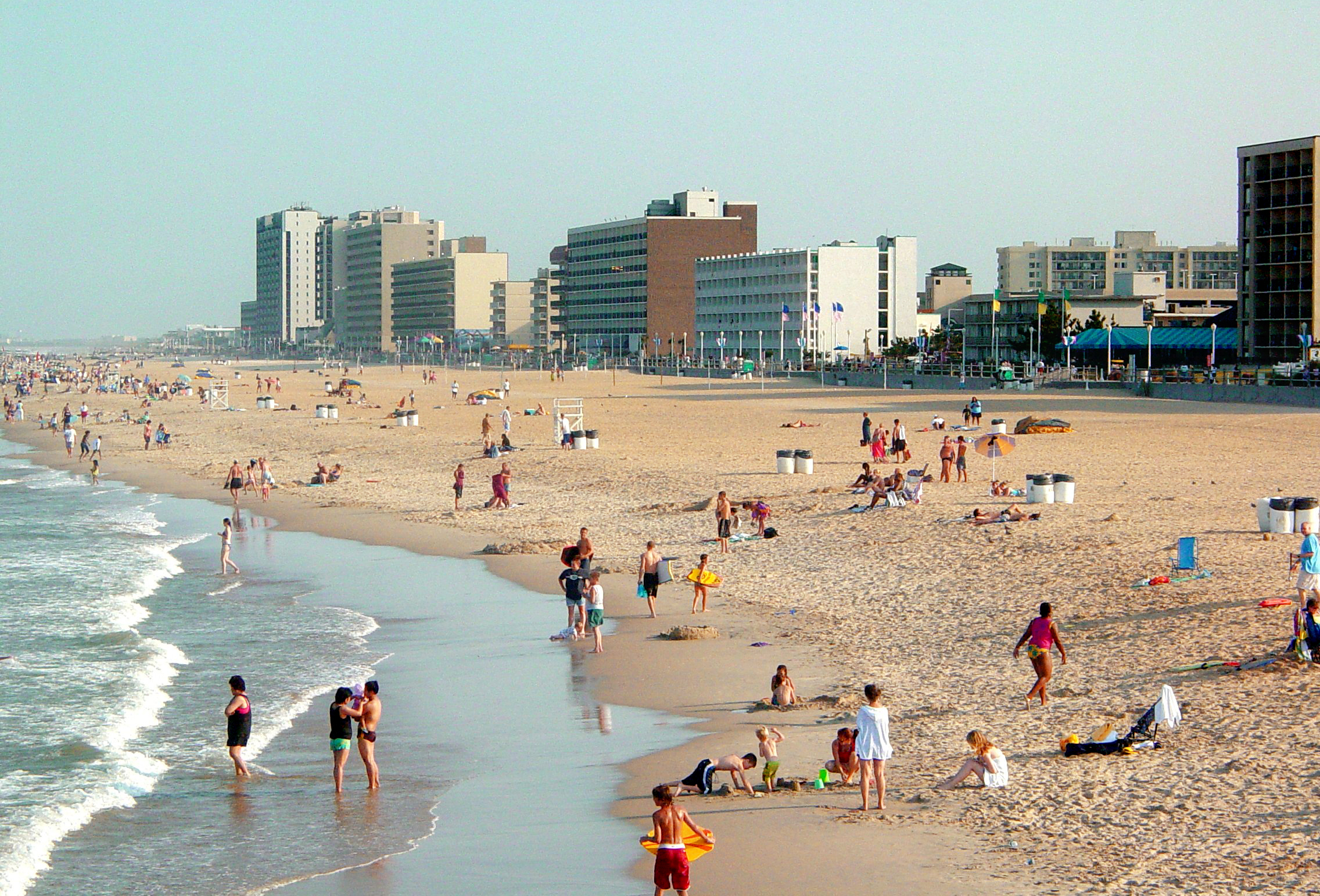
El turismo es un importante sector en la economía de Virginia Beach.

La economía de Virginia está bien equilibrada y cuenta con fuentes de ingresos variadas, proporcionando empleo a 4,1 millones de trabajadores civiles. En 2006, la revista Forbes lo nombró el mejor estado de la nación para los negocios. El producto interior bruto de Virginia fue 382 964 millones de dólares en 2007. De acuerdo con el censo del 2000, tenía el mayor número de condados y ciudades independientes, quince, situados entre los cien condados más ricos en los Estados Unidos por ingresos domésticos medios. Además, junto a Colorado, tiene también más condados, diez, entre los cien con mayor renta per cápita. Desde 2007, siete compañías del Fortune 500 tienen su sede central en el área metropolitana de Richmond. Virginia tiene diecisiete compañías en el Fortune 500, décima a escala nacional. Además, diez compañías del Fortune 1000 están en Virginia del Norte, con un total de veintinueve en el estado. Con sólo el 1% de población hispana, el estado tiene el 3,6 % de las compañías en el Hispanic 500.

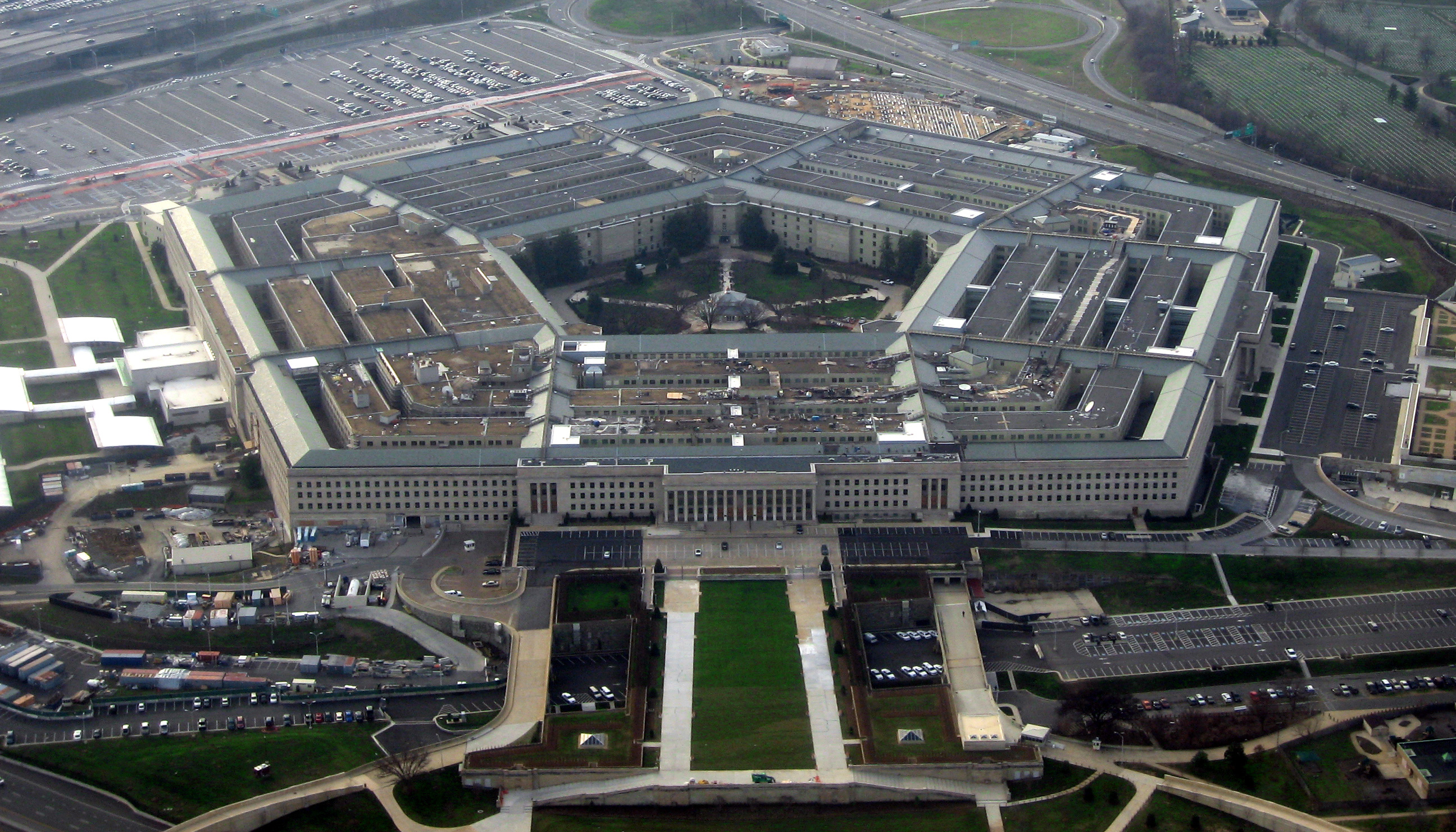
El Pentágono, cuartel general del Departamento de Defensa de los Estados Unidos en el condado de Arlington, es el mayor edificio de oficinas del mundo.

Virginia tiene la concentración más alta de trabajadores del sector tecnológico que cualquier estado estadounidense. Un tercio de los empleos del estado están en el sector de servicios. Los chips se convirtieron en la mayor exportación bruta del estado en 2006, superando las principales exportaciones tradicionales de carbón y tabaco combinadas. Virginia del Norte, que fue considerada la capital lechera del estado, ahora produce software, tecnología de comunicaciones y compañías consultoras. El Corredor Tecnológico de Dulles, cerca del Aeropuerto Internacional Washington-Dulles, tiene una gran concentración de empresas de Internet, de comunicaciones y de ingeniería de software. En el año 2006, los condados de Fairfax y Loudoun en Virginia del Norte tenían los primeros y segundos, respectivamente, ingresos domésticos medios más altos de todos los condados de los Estados Unidos.
Muchas de las personas con estudios superiores de Virginia del Norte trabajan directamente para agencias federales. Muchos otros trabajan para contratistas del gobierno, incluidos los de seguridad y defensa. Famosas agencias del gobierno establecidas en Virginia del Norte incluyen a la Agencia Central de Inteligencia (más conocida por sus siglas en inglés, CIA) y el Departamento de Defensa de los Estados Unidos, así como la National Science Foundation (NSF), la United States Geological Survey (USGS) y la Oficina de Patentes y Marcas de los Estados Unidos. El área de Hampton Roads contiene la mayor concentración de bases militares e instalaciones auxiliares de cualquier área metropolitana del mundo. La mayor de ellas es la Base Naval Norfolk. Es el segundo estado, tras Alaska, en gastos de defensa per cápita.
En el sur de Virginia, desde Hampton Roads a Richmond y el condado de Lee, la economía está basada en las instalaciones militares, como la ganadería vacuna, la agricultura del tabaco y la del cacahuete. Aproximadamente el veinte por ciento de los empleos virginianos pertenecen al sector agrícola, con 47 000 granjas, con una extensión media de 732 m². El cultivo de tomates superó al de soja como cosecha más productiva en 2006, con la producción de cacahuetes y de heno como otros productos agrícolas. Las ostras son una parte importante de la economía de la bahía de Chesapeake, pero su población y sus capturas han disminuido, debido a las enfermedades, la contaminación y la sobrepesca. Las bodegas y las viñas de Northern Neck a lo largo de la cordillera Blue, también han comenzado a generar ingresos y atraer a turistas.

### Transporte

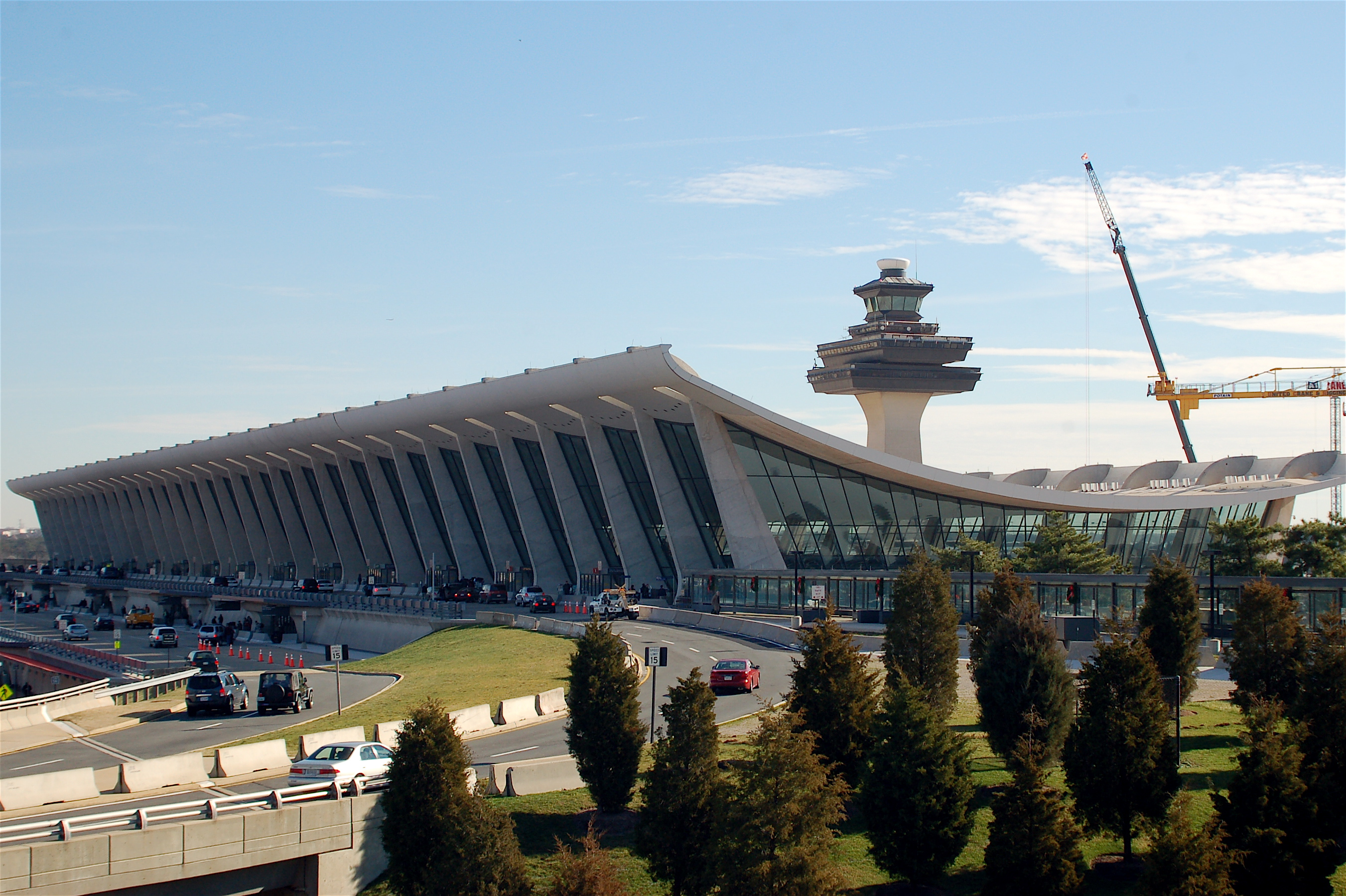
Terminal principal del Aeropuerto Internacional Washington-Dulles, diseñada por el arquitecto Eero Saarinen.

En 2007, el gobierno estatal de Virginia poseía y administraba el 84,6% de las carreteras estatales, en lugar de las autoridades de los condados o ciudades locales. 93 155 km de un total de 110 126km están bajo la dirección del Departamento de Transportes de Virginia, lo que lo convierte en el tercer sistema estatal de autopistas más grande de los Estados Unidos. Su sistema viario está clasificado como el decimoctavo de la nación. Mientras el área metropolitana de Washington tiene el segundo peor tráfico de la nación, Virginia en conjunto es el vigésimo primero menos congestionado. Con bajos desembolsos tanto para carreteras como para puentes, y un bajo porcentaje de accidentes de tráfico, tiene un buen sistema con un presupuesto ajustado. El promedio de duración de los viajes diarios al lugar de trabajo es de 22,2 minutos.
Virginia cuenta con cinco aeropuertos principales: el Aeropuerto Internacional Washington-Dulles, el Aeropuerto Nacional Ronald Reagan, el Aeropuerto Internacional de Richmond, el Aeropuerto Internacional de Norfolk y el Aeropuerto Internacional Newport News/Williamsburg. En total, sesenta y seis aeropuertos públicos atienden las necesidades de aviación del estado. La compañía de Virginia del Norte Space Adventures es actualmente la única compañía del mundo que ofrece turismo espacial. El principal puerto del estado es el de Hampton Roads, que es también el mayor complejo portuario de Estados Unidos, y mueve por encima de los 50 millones de toneladas de mercancía al año.
Virginia tiene el servicio ferroviario de pasajeros Amtrak a lo largo de varios corredores, y el Virginia Railway Express mantiene dos líneas de cercanías hasta Washington D. C. desde Fredericksburg y Manassas. El sistema de tránsito rápido del Metro de Washington actualmente sirve a Virginia del Norte y el Oeste del estado, como el condado de Fairfax, y tiene prevista su expansión con una línea del metro hasta alcanzar el Aeropuerto Dulles en el condado de Loudoun hacia 2015. Su Departamento de Transportes opera varios transbordadores gratuitos a lo largo del estado, entre los que destaca el ferry Jamestown-Scotland que cruza el río James en el condado de Surry.

## Cultura

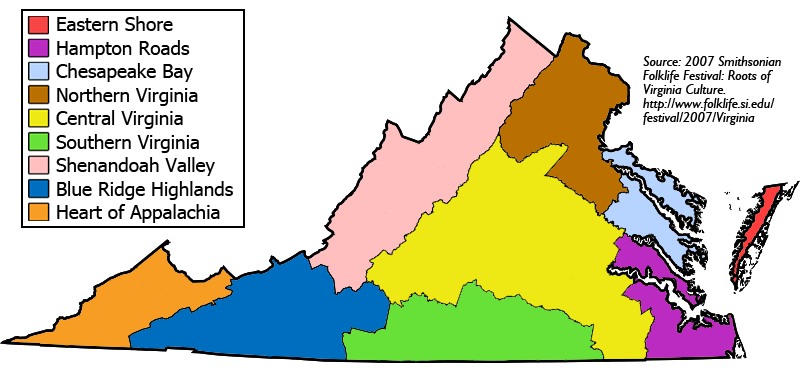
Mapa de las nueve regiones culturales de Virginia.

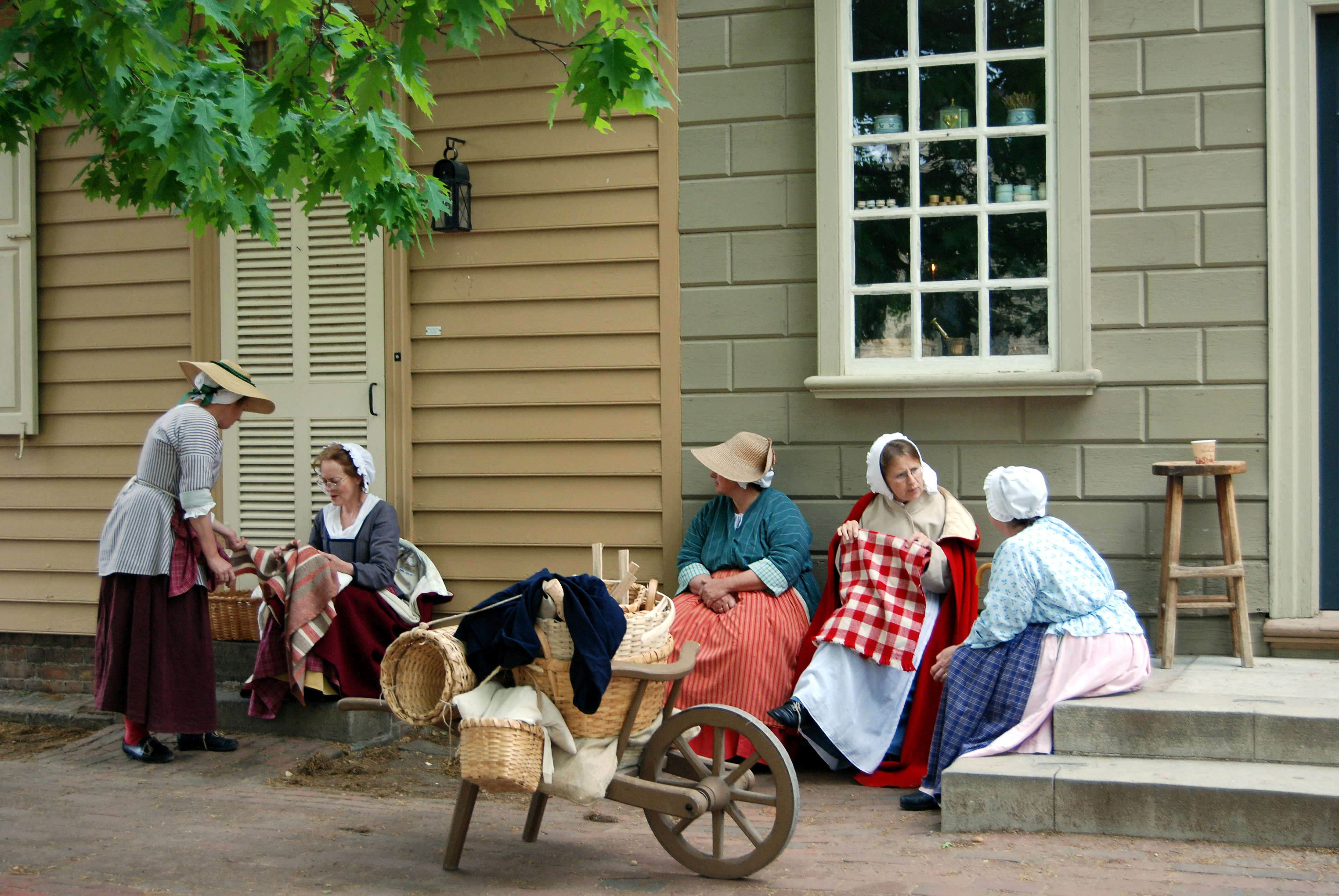
La cultura y el estilo colonial de Virginia son representados de nuevo en Williamsburg.

La cultura histórica de Virginia fue popularizada y se extendió a través de los Estados Unidos y por el Sur gracias a Washington, a Jefferson y a Lee. Sus casas la representan como el lugar de nacimiento de los Estados Unidos y del Sur. La cultura de la Virginia moderna es una subcultura de la del Sur de Estados Unidos, aunque también muestre elementos del Norte. Basándose en la geografía y el idioma, el Instituto Smithsoniano divide Virginia en nueve regiones culturales. Aunque el dialecto del Piedmont sea uno de los más famosos con su fuerte influencia en el inglés del Sur estadounidense, también presenta otros acentos, incluyendo el dialecto Tidewater y el anacrónico isabelino de Tangier Island, así como un inglés estadounidense más homogeneizado en áreas urbanas con una gran cantidad de influencias.
Además de la típica cocina del Sur, Virginia mantiene sus propias tradiciones particulares. En muchas partes del estado se produce vino. El jamón Smithfield, llamado a veces jamón de Virginia, es un tipo de jamón curado y habitualmente muy salado que está protegido por las leyes del estado, y sólo puede producirse en la ciudad de Smithfield. El mobiliario y la arquitectura son típicos de la arquitectura colonial estadounidense. Thomas Jefferson y muchos de los primeros líderes del estado favorecieron el estilo neoclásico, utilizándose en importantes edificios estatales. El alemán de Pensilvania y su estilo también pueden encontrarse en partes del estado.

### Artes escénicas y bellas artes

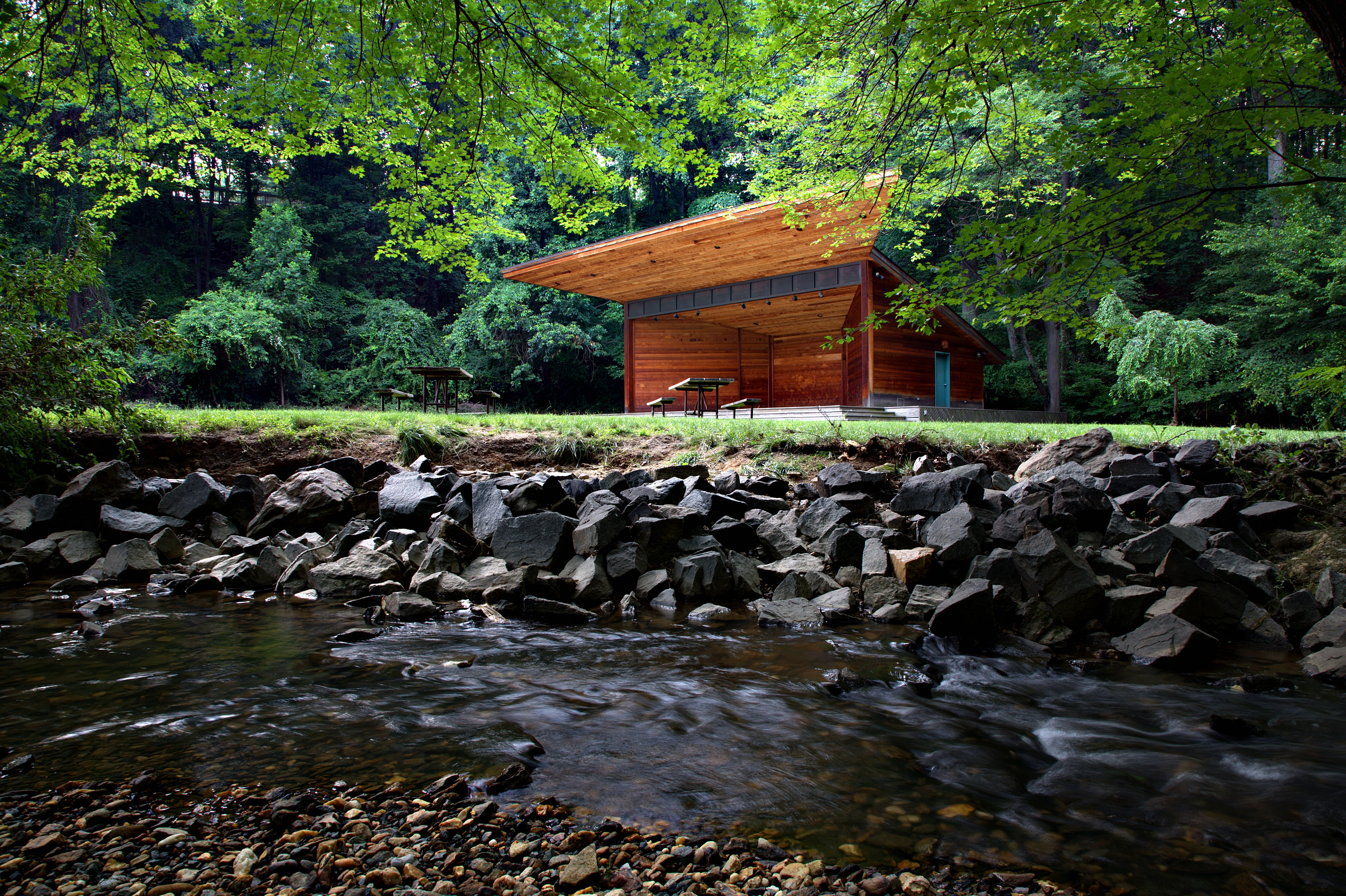
El Meadow Pavilion es uno de los teatros del parque nacional de Artes Escénicas Wold Trap.

La Fundación para las Humanidades de Virginia trabaja para mejorar la vida cívica, cultural e intelectual de la commonwealth. El Museo de Bellas Artes de Virginia es un museo financiado por el estado, que cuenta con la mayor colección de huevos de Fabergé fuera de Rusia. El Museo de Arte Chrysler cuenta con muchas piezas provenientes de la colección de la familia de Chrysler, incluida la última escultura de Gian Lorenzo Bernini. Otros museos incluyen el popular Museo de Ciencias de Virginia, el Centro Steven F. Udvar-Hazy del Museo Nacional del Aire y el Espacio, el Museo de Cultura Fronterizo y el Museo de la Marina. Además de éstos, el estado cuenta con muchos museos al aire libre y campos de batalla, como el Colonial Williamsburg, el campo de batalla nacional de Richmond y el parque militar nacional de Fredericksburg y Spotsylvania.
El parque nacional para las Artes Escénicas Wolf Trap está localizado en Vienna y es el único parque nacional diseñado para usarse como centro de artes escénicas. El Wolf Trap aloja a la Compañía de Ópera homónima, que produce un festival de ópera cada verano. El Palacio de la Ópera de Harrison en Norfolk es la sede oficial de Ópera de Virginia. La Orquesta Sinfónica del estado tiene su sede en Hampton Roads. El American Shakespeare Center está localizado en Staunton y aloja a compañías teatrales residentes y a otras que están de gira. Otros teatros notables incluyen el Centro Ferguson de las Artes, el Teatro Barter y el Teatro Landmark.
Virginia ha lanzado a muchos artistas premiados de música tradicional así como representaciones de música popular de éxito internacional. Ralph Stanley, Patsy Cline, los hermanos Statler y la familia Carter son ganadores de premios a músicos de bluegrass y de country, y Ella Fitzgerald y Pearl Bailey eran ambos de Newport News. Cantantes de hip hop y de rhythm and blues como Missy Elliott, Timbaland, The Neptunes, Chris Brown y Clipse provienen de la commonwealth. The Neptunes produjo el 43% de todas las canciones de la radio estadounidense en 2003. Los cantautores de Virginia incluyen a Jason Mraz y a bandas de jam como la Pat McGee Band y la Dave Matthews Band, que continúan con su fuerte conexión con organizaciones caritativas de Charlottesville. El influyente grupo de rock alternativo GWAR comenzó en la Virginia Commonwealth University. Los principales locales de interpretación del estado incluyen el Birchmere, Teatro Norva, John Paul Jones Arena, Pabellón Nissan, el Patriot Center y el Verizon Wireless Virginia Beach Amphitheater.

### Fiestas
Muchos de sus condados y localidades festejan ferias y festivales como el de Virginia Lake que se celebra durante el tercer fin de semana de julio en Clarksville. la Feria Estatal de Virginia se celebra en el Circuito Internacional de Richmond (sede habitual de carreras de la NASCAR) cada septiembre. El condado de Fairfax patrocina el Celebrate Fairfax! el segundo fin de semana después del Memorial Day. En Virginia Beach, el final de septiembre trae el Neptune Festival, celebrándolo en la ciudad, la costa y con artistas regionales.

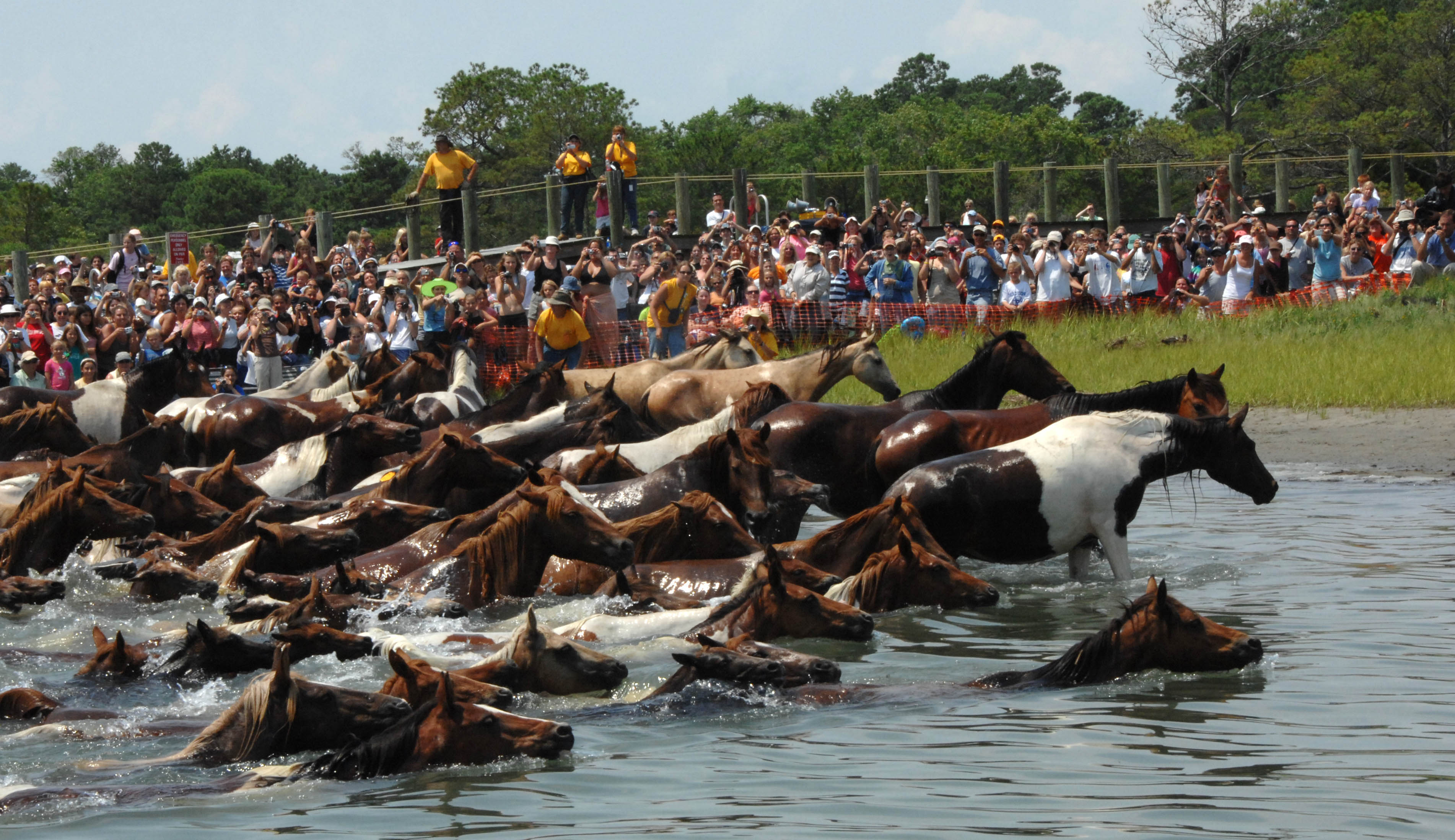
La fiesta anual del Chincoteague Pony Swim muestra a más de doscientos ponis salvajes que nadan a través del canal Assateague en Chincoteague.

En la isla de Eastern Shore de Chincoteague el Pony Swim & Auction de ponis Chincoteague cimarrones a finales de julio es una tradición local única que se amplía con la celebración de un carnaval de una semana de duración. El Shenandoah Apple Blossom Festival de seis días de duración es llevado a cabo anualmente en Winchester e incluye desfiles y conciertos de bluegrass. Desde 2005 hasta 2007, Richmond era anfitrión del Festival Nacional Folk (importante festival multicultural, que se celebra en los EE. UU. desde 1934). El Festival de Bellas Artes de Virginia del Norte se lleva a cabo durante un fin de semana de mayo en Reston.
Dos importantes festivales de cine, el Virginia Film Festival y el VCU French Film Festival, se celebran anualmente en Charlottesville y Richmond, respectivamente. Las convenciones de fans del estado incluyen Anime USA, la convención nacional del anime que se celebra en Crystal City, el Anime Mid-Atlantic que se celebra en varias ciudades, el Magfest que es un festival de juegos y música, y la RavenCon consistente en una convención de ciencia ficción que se lleva a cabo en Richmond.

### Deporte

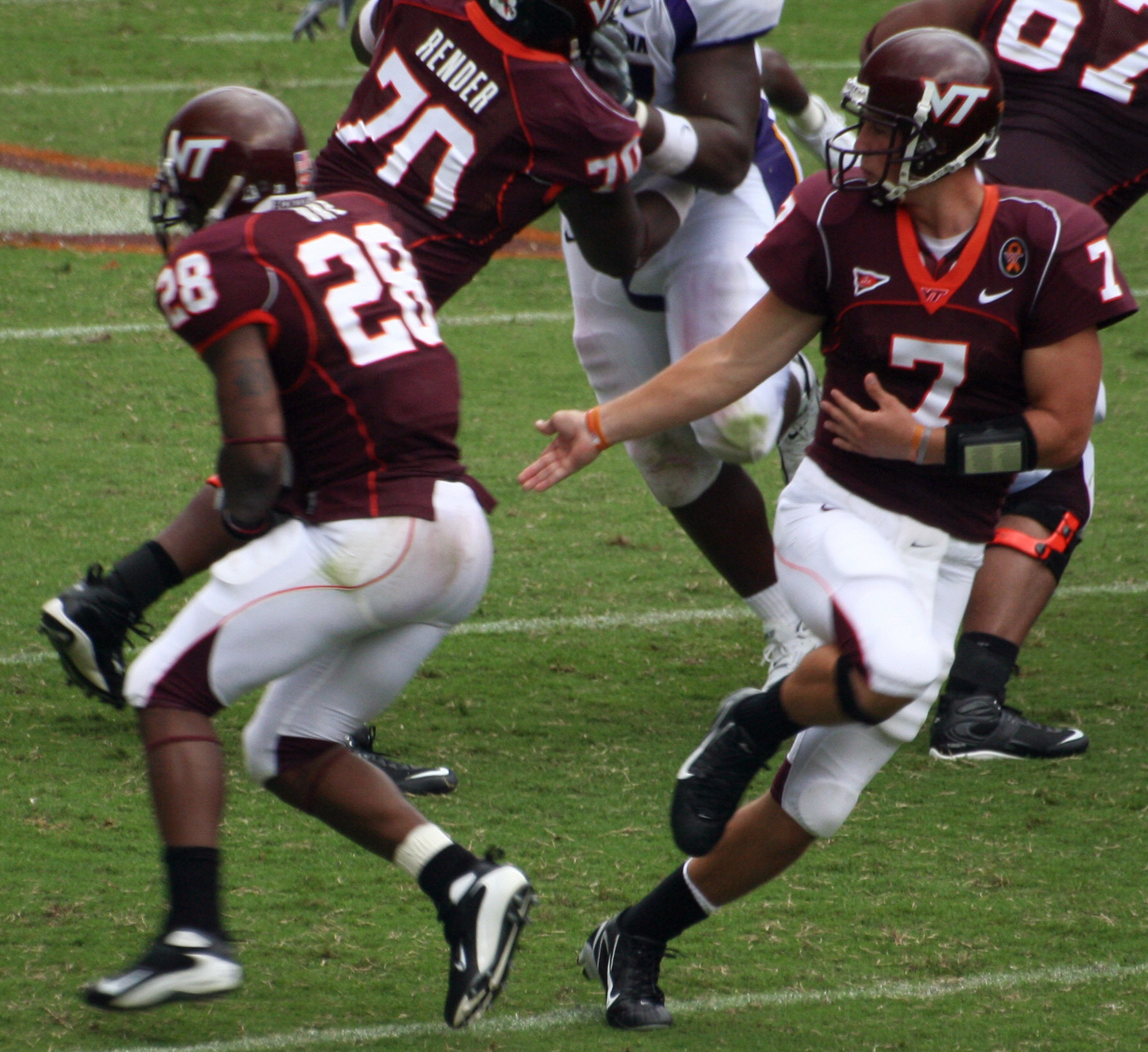
El equipo de fútbol americano universitario de los Virginia Tech Hokies.

Virginia es con mucho el estado estadounidense más populoso sin una franquicia en las «major leagues», las principales ligas de deportes profesionales de los EE. UU. Las razones de esta situación incluyen la carencia de una ciudad o mercado dominante dentro del estado y la proximidad de equipos de Washington D. C., que tiene franquicias en los cuatro deportes de las major leagues (MLB, NBA, NHL y NFL). También es sede de muchos clubes de ligas menores, sobre todo de béisbol y fútbol (conocido como soccer en Estados Unidos), y los Washington Redskins tienen el Redskins Park, su oficina central e instalaciones de entrenamiento, en la ciudad de Ashburn. El estado cuenta con muchos campos de golf de categoría profesional, incluidos el campo de Greg Norman en Lansdowne Resort, el Upper Cascades y el Kingsmill Resort, sede del Michelob ULTRA Open, perteneciente al LPGA Tour.
Los Washington Nationals y los Baltimore Orioles también tienen seguidores debido a su proximidad a Virginia, y los partidos de ambos son transmitidos en el estado por la Mid-Atlantic Sports Network. Cuando los New York Mets terminaron su prolongada afiliación con los Norfolk Tides en 2007, los Orioles se hicieron con el club de la liga menor. Otros equipos regionales incluyen a los Cincinnati Reds y a los Atlanta Braves, cuyo principal equipo de formación de jugadores, el Richmond Braves, está localizado en la capital.
Virginia cuenta actualmente con dos circuitos de carreras de la NASCAR Cup Series: Martinsville Speedway y Richmond International Raceway. Joe Weatherly, ganador del NASCAR Grand National en 1962 y 1963, nació en Norfolk. Pilotos actuales de Virginia en la NASCAR incluyen a los hermanos Jeff Burton y Ward Burton, Ricky Rudd, Denny Hamlin y Elliot Sadler. Antiguas pistas de la Cup Series incluyen eSouth Boston Speedway, Langley Speedway, Southside Speedway y Old Dominion Speedway.
Virginia no permite que se utilicen fondos presupuestados estatales para gastos operativos o de capital del atletismo intercolegial. A pesar de ello, tanto los Cavaliers de la Universidad de Virginia, como los Hokies de la Virginia Tech han sido capaces de formar equipos competitivos en la Atlantic Coast Conference y mantienen instalaciones modernas. La tradicional rivalidad Virginia-Virginia Tech es seguida por todo el estado. Virginia tiene otras universidades que compiten en la División I de la NCAA.
Tres «universidades históricas negras» (universidades establecidas antes de 1964 con la intención de atender a la comunidad afrodescendiente) compiten en la División II de la Asociación Central Atlética Intercolegiada, y otros dos compiten en la División I de la Mid-Eastern Athletic Conference. Varias escuelas más pequeñas compiten en la Old Dominion Athletic Conference y la USA South Athletic Conference de la División III de la NCAA. La NCAA actualmente sostiene su División III del campeonato de fútbol, baloncesto masculino, voleibol y béisbol en Salem.

### Símbolos del estado

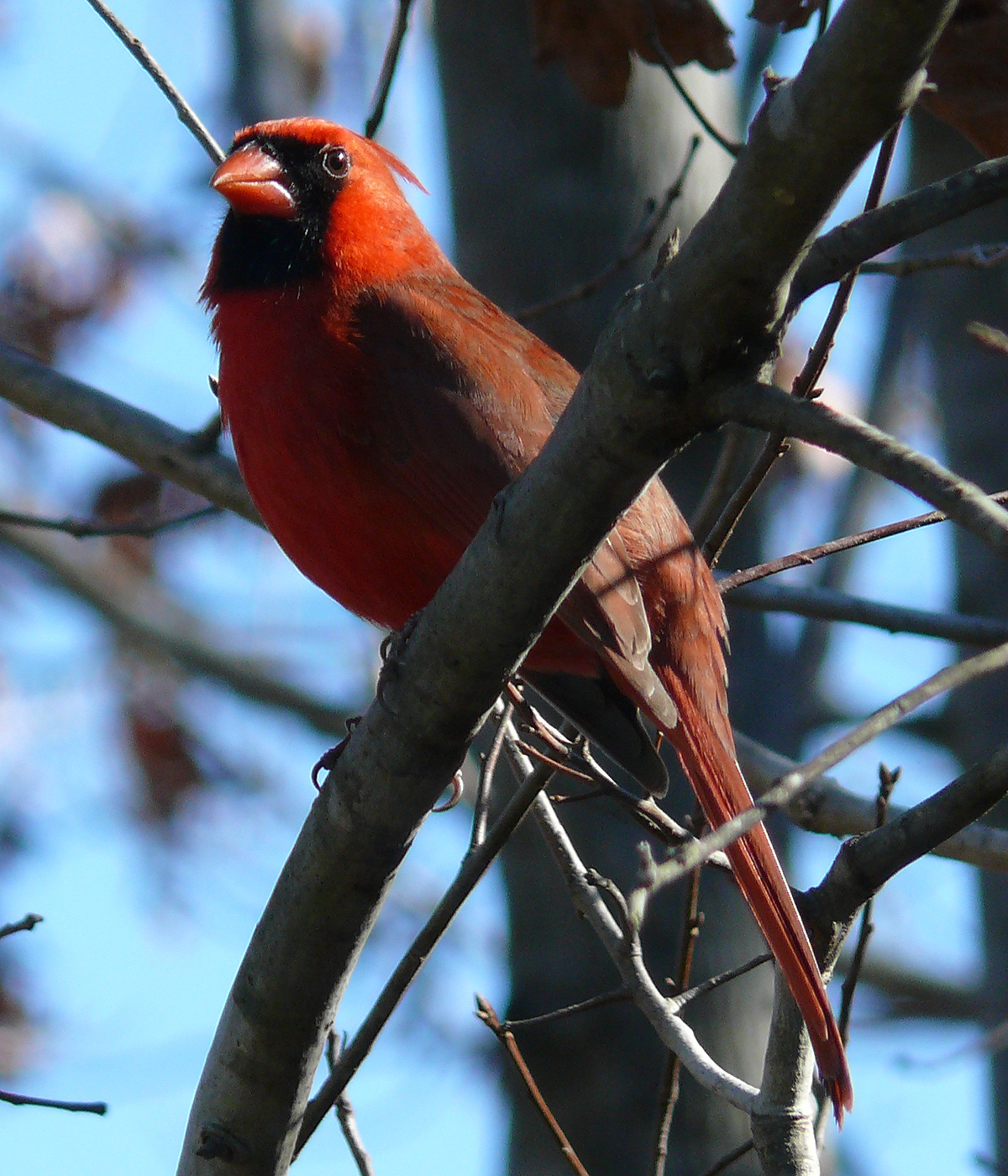
El cardenal rojo es el pájaro del estado.

El apodo estatal es el símbolo más antiguo, aunque nunca haya sido elevado al estatus de oficial por una disposición legal. A Virginia le dio el título de «Dominio» (Dominion) el rey Carlos II de Inglaterra en época de la Restauración, porque había permanecido leal a la Corona durante la Revolución inglesa, y el apodo actual, el «Viejo Dominio» (Old Dominion) es una referencia a aquel título. El otro apodo, «Madre de presidentes», también es histórico, por los ocho virginianos que han servido como presidentes de Estados Unidos, incluidos cuatro de los cinco primeros: George Washington, Thomas Jefferson, James Madison, James Monroe, William Henry Harrison, John Tyler, Zachary Taylor y Woodrow Wilson. Además, el también virginiano Sam Houston, sirvió como presidente de la República de Texas.
La mayoría de los símbolos fueron establecidos como oficiales a finales del siglo XX, aunque el lema estatal y el sello hayan sido oficiales desde que Virginia declaró su independencia. En 1940 Virginia declaró «Carry Me Back to Old Virginny» como canción estatal, pero fue retirada en 1997 y reclasificada como canción estatal emérita. La canción estatal ahora es «Our Great Virginia».
| - Murciélago: Murciélago orejudo de Virginia - Bebida: Leche - Pájaro: Cardenal rojo - Baile: Virginia Reel - Perro: Foxhound americano (del tipo del Foxhound inglés) | - Pez: Trucha de arroyo - Flor y árbol: Corno - Fósil: Chesapecten jeffersonius - Insecto: Mariposa tigre - Lema: «Sic semper tyrannis» | - Apodo: «El Viejo Dominio» (The Old Dominion) - Concha: Ostra de Virginia - Eslogan: Virginia is for Lovers «Virginia es para los amantes» - Tarta: Tarta del cuadricentenario de Virginia |

## Medios de comunicación

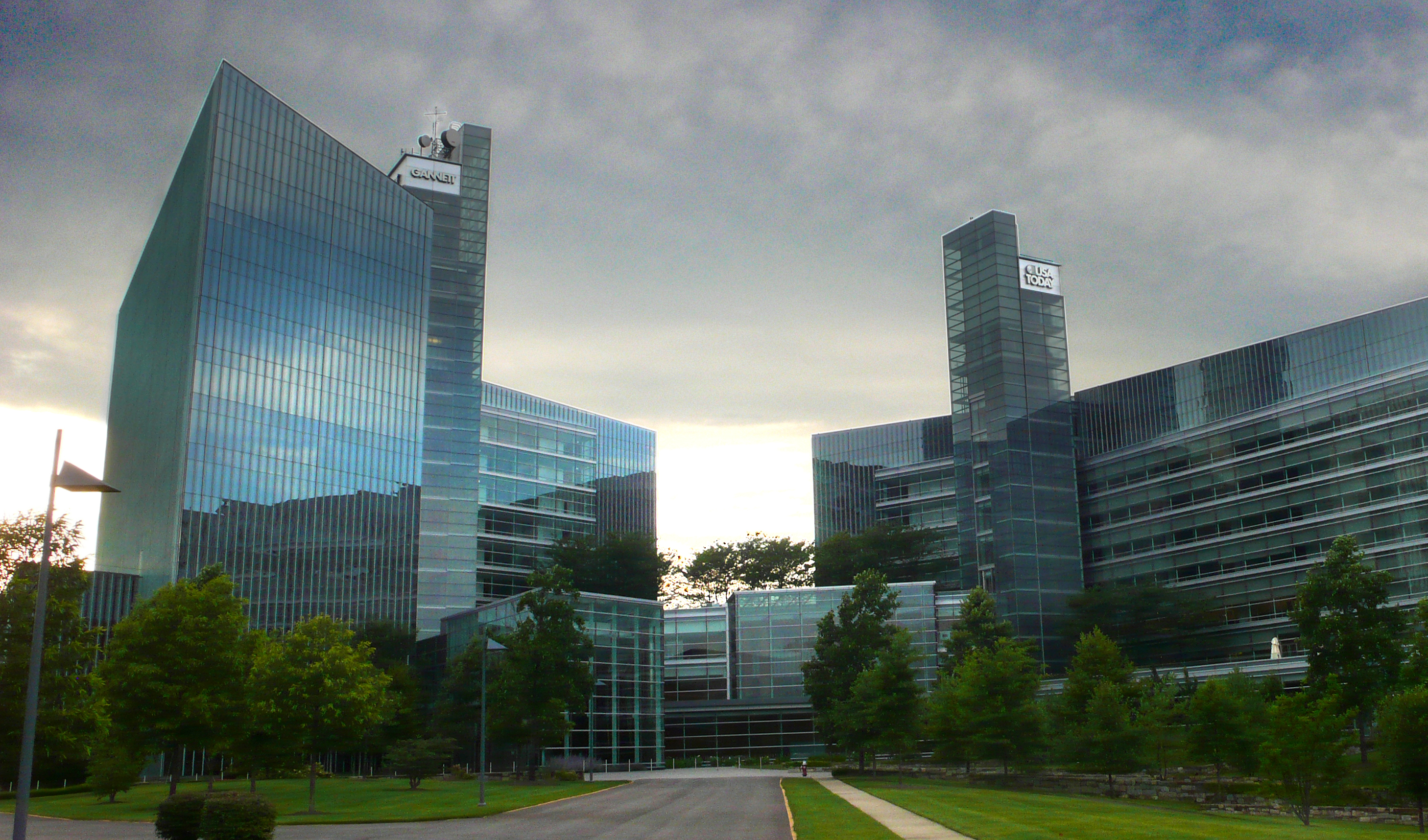
La ciudad de McLean es la sede central del USA Today, el periódico de mayor tirada de EE. UU.

Hay veintiuna emisoras de televisión en Virginia, que representan a cada una de las principales redes estadounidenses, parte de las cuarenta y dos emisoras que sirven a los espectadores de Virginia. Aproximadamente 352 emisoras de radio transmiten en Virginia. El Public Broadcasting Service (Servicio Público de Difusión), la cadena pública estadounidense de televisión, que emite a escala nacional, tiene su sede en Arlington. La emisora local Commonwealth Public Broadcasting Corporation, una corporación no lucrativa que posee emisoras de radio y TV pública, tiene oficinas a lo largo del estado.
Los principales periódicos del estado incluyen el Richmond Times-Dispatch, The Virginian-Pilot, con sede en Norfolk, The Roanoke Times y el Daily Press con sede en Newport News. El Times-Dispatch tiene una tirada diaria de 186 441 ejemplares, ligeramente superior a la del Pilot, con 183 024, que los coloca en el puesto cincuenta y cincuenta y dos de la nación, respectivamente, mientras el Roanoke Times tiene 97 557 suscriptores diarios. Varios periódicos de Washington D. C. tienen su sede en Virginia del Norte, como el The Washington Examiner y el The Político. El periódico de mayor puesta en circulación de la nación, el USA Today, tiene su sede en McLean. El Freedom Forum, con sede en Arlington, es una organización dedicada a la prensa libre y la libertad de expresión periodística. Además de las formas tradicionales de los medios de comunicación, Virginia es sede de compañías de telecomunicaciones, como la Sprint Nextel y la XO Communications. El llamado Pasillo Tecnológico de Dulles contiene las líneas por las que circula más de la mitad de todo el tráfico de Internet del mundo.

## Educación

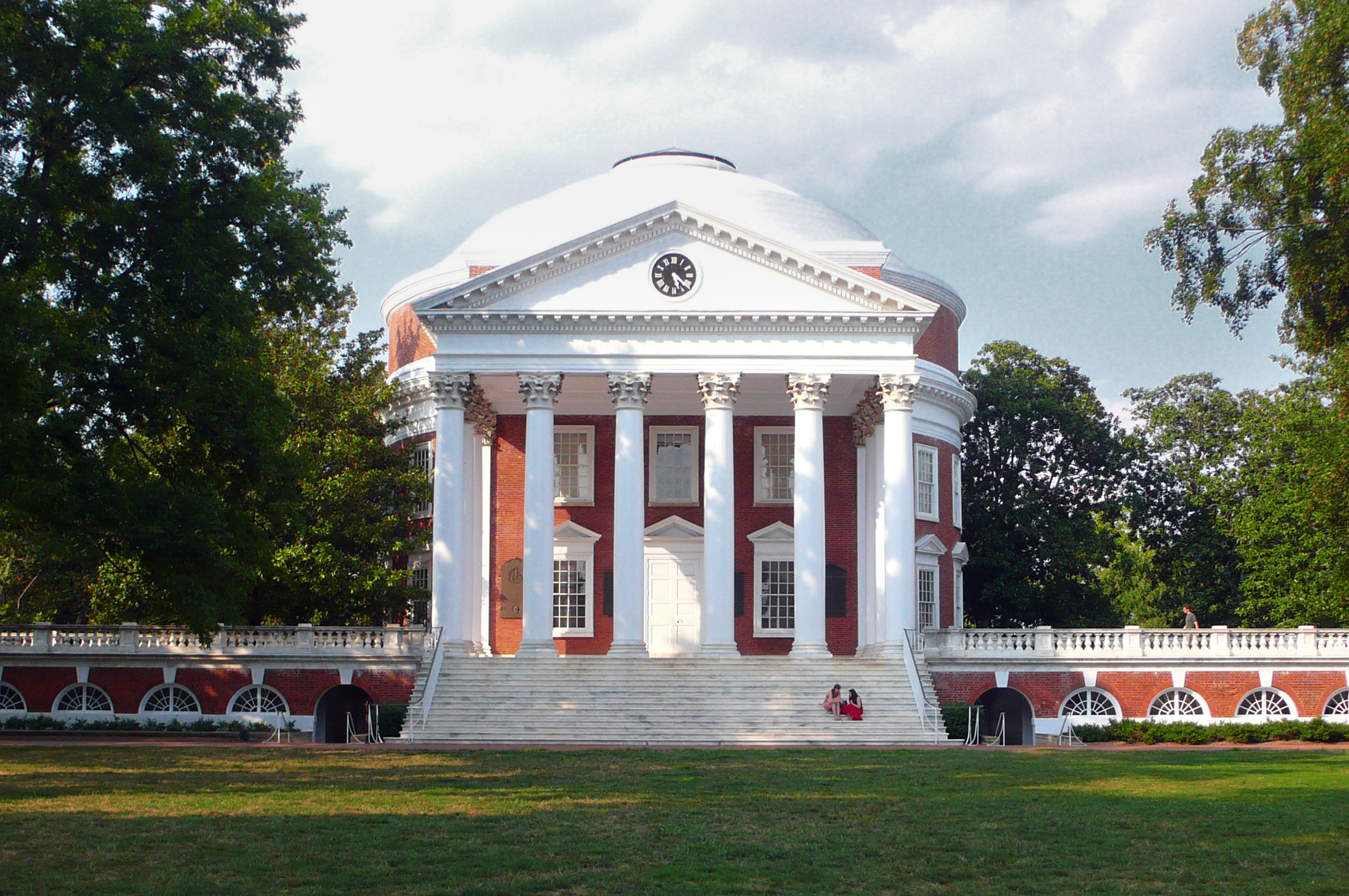
La Universidad de Virginia, fundada por Thomas Jefferson, está considerada Patrimonio de la Humanidad por la Unesco.

Las escuelas públicas del «K-12» en Virginia son administradas por los gobiernos de los condados y de las ciudades, y no por el estado. Su sistema educativo está situado de forma consistente en la Evaluación del Progreso en la Educación del Departamento de Educación de los Estados Unidos entre los diez primeros estados, con sus estudiantes que superan el promedio en todas las especialidades y niveles educativos evaluados por la administración educativa. El informe Quality Counts 2008 del periódico Education Week clasificó la educación «K-12» de Virginia como la quinta mejor del país. Todas las divisiones escolares deben ceñirse a los estándares educativos fijados por el Departamento de Educación de Virginia, que mantiene una evaluación y régimen de acreditación conocido como Standards of Learning (Estándares de Enseñanza) para asegurar su responsabilidad. En el 2004, Virginia tenía una media de graduación en educación superior del 79,3%, que es la decimonovena más alta en la nación.
Durante el curso 2007/2008 había un total de 1863 escuelas locales y regionales en la commonwealth, incluidas tres «escuelas chárter» (escuelas públicas independientes, que no son administradas por el gobierno, pero que dependen de presupuestos públicos), y 104 centros de educación alternativa y especial adicionales, que se centran en 134 divisiones escolares. Además de las escuelas públicas generales en Virginia, hay las Escuelas del Gobernador y las selectivas magnet schools (literalmente «escuelas magnéticas», son escuelas especializadas, de currículo y de postgrado). La Escuela Secundaria Thomas Jefferson para Ciencia y Tecnología, una escuela pública, pero de admisión selectiva, está clasificada como la mejor escuela secundaria (high school) pública de los Estados Unidos. Las Escuelas del Gobernador son una serie de más de cuarenta magnet high schools regionales de admisión selectiva y programas de verano destinadas a estudiantes dotados. El Consejo de Virginia para la Educación Privada supervisa la regulación de las escuelas privadas.

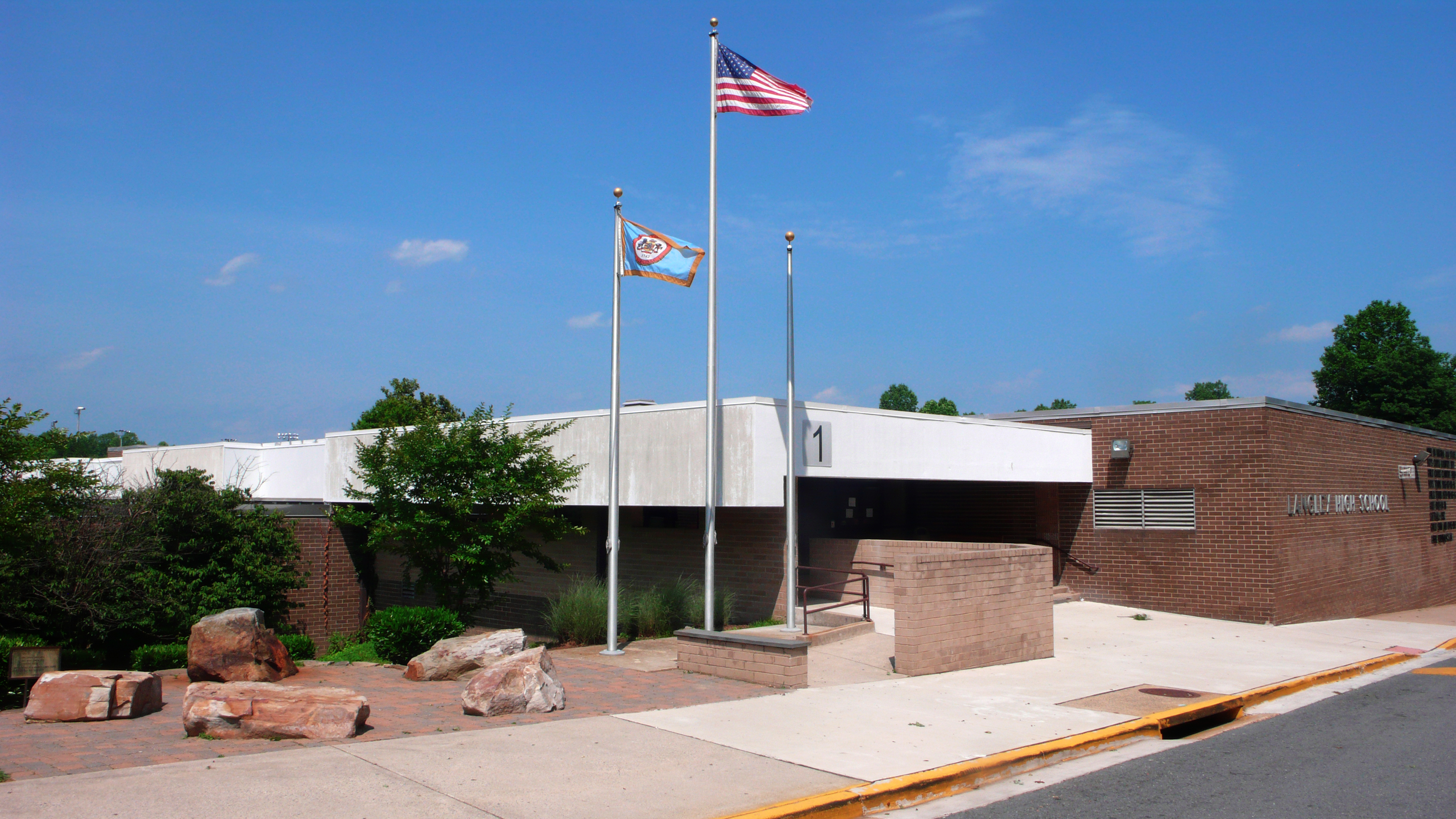
La Langley High School, en el condado de Fairfax.

Las escuelas públicas de enseñanza secundaria de Virginia a menudo están bien valoradas, con la Langley High School clasificada como la trigésima sexta mejor high school pública en la nación según la prestigiosa revista U.S. News & World Report, con la Clarke County High School (Berryville) en el puesto cuarenta y ocho, y la H-B Woodlawn en Arlington en el dieciséis, según el Challenge Index del The Washington Post. Las escuelas de Virginia del Norte también pagan a los estudiantes los honorarios de las pruebas acceso para acceder a los programas de «Colocación Avanzada» y de «Bachillerato Internacional», y la ciudad de Alexandria y el condado de Arlington lideran la nación en los exámenes para estos dos programas.
Dos de las diez primeras universidades públicas estadounidenses están localizadas en Virginia, según el informe anual para la Clasificación Académica de Universidades del U.S. News and World Report. La Universidad de Virginia, fundada por Thomas Jefferson, está clasificada en segundo lugar y The College of William and Mary, la segunda universidad más antigua de los Estados Unidos, está clasificada en sexta posición. La Universidad James Madison ha sido la universidad pública número uno a nivel de máster en el Sur desde 1993. Virginia también es sede del Instituto Militar de Virginia, la academia militar estatal más antigua en los Estados Unidos y clasificada en las primeras posiciones del país como college público de artes liberales. La Virginia Commonwealth University con más de 30 000 estudiantes es la universidad más grande del estado, seguida estrechamente por la Universidad George Mason. El Instituto Politécnico y Universidad Estatal de Virginia, más conocido como «Virginia Tech» y la Universidad Estatal de Virginia son las universidades seleccionadas por el estado para recibir las subvenciones de las llamadas leyes Morrill de 1862 y 1890. El estado también administra veintitrés centros universitarios en cuarenta campus que atienden a más de 240.000 estudiantes.

## Sanidad

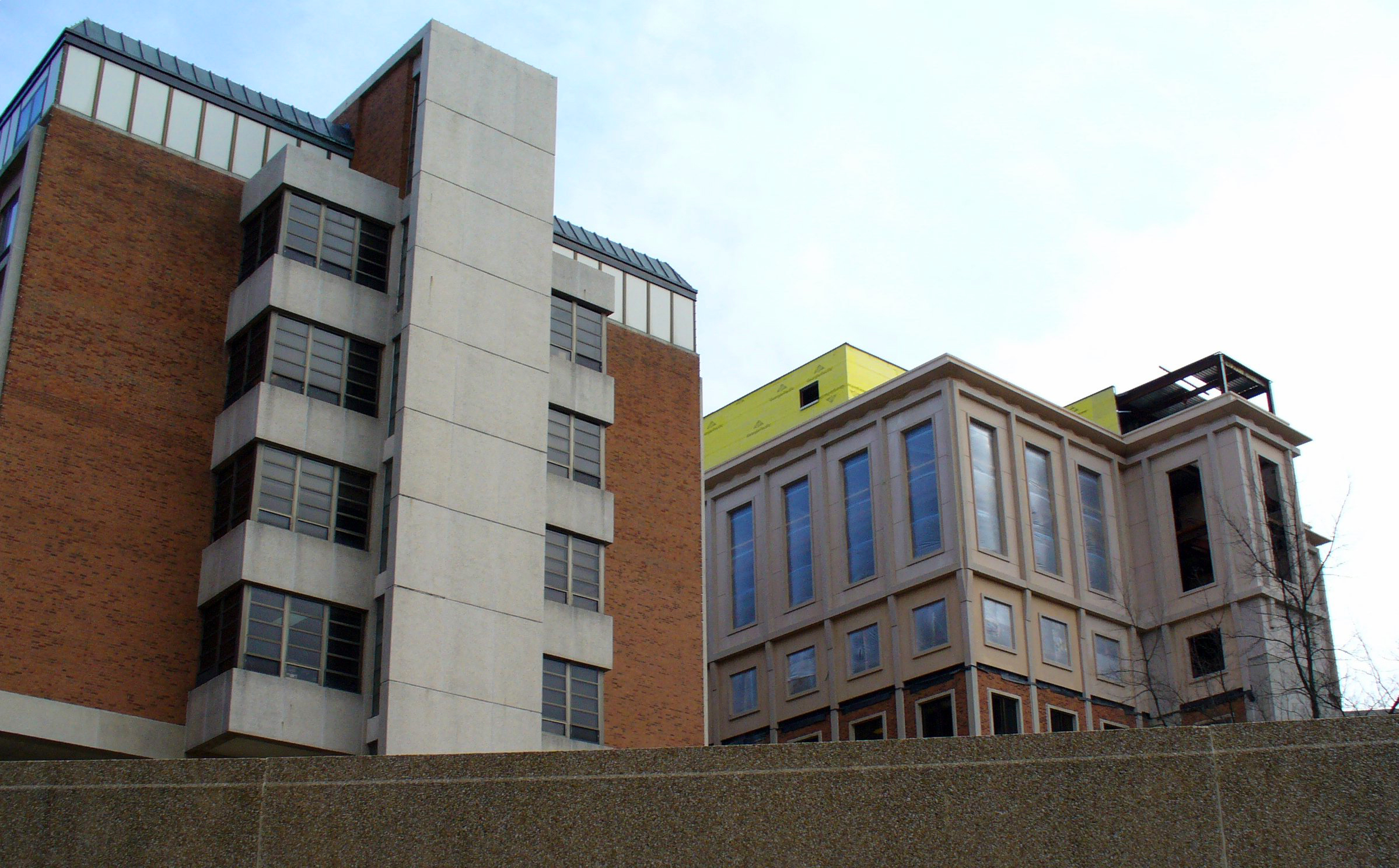
Hospital de St. Mary, en Richmond.

A diferencia de su sistema de educación líder a nivel nacional, Virginia tiene un contradictorio registro sanitario. Virginia cae hasta el puesto veintitrés de Estados Unidos en porcentaje de muertes prematuras, 855,6 por cada 100 000. Según la 2007 United Health Foundation's Health Rankings, se sitúa como el vigésimo segundo estado más sano en los Estados Unidos, con datos como que el 81,5 % de los niños de entre 19 y 35 meses reciben una vacunación completa o que desde 1990 el índice de fumadores bajó del 32,7 % al 19,3 por ciento de la población, pero con desafíos como una alta tasa de mortalidad infantil de 7,3 muertes por cada 1000 nacimientos vivos, una alta frecuencia de enfermedades infecciosas de 17,9 casos por cada 100 000 habitantes, un alto número de muertes por enfermedades cardiovasculares de 302,4 muertes por cada 100 000 habitantes y un alto número de muertes por cáncer, con 201,9 muertes por cada 100 000 habitantes. En 2007, Virginia tenía un porcentaje de obesidad del 25,3 % en adultos, y en 2003 el 30 % de los jóvenes de entre 10 y 17 años tenía sobrepeso o estaba obeso, y sólo el setenta y ocho por ciento de los residentes hacía ejercicio con regularidad. En 2005, el 86,4 % de los virginianos tenía seguro médico.
Hay noventa y ocho hospitales en Virginia que figuran en la lista del Departamento de Salud y Servicios Humanos de los Estados Unidos. Entre los principales se encuentran el Hospital Inova de Fairfax, el hospital más grande del área metropolitana de Washington, y el Colegio Médico de Virginia (MCV, en inglés), la facultad de medicina de la Virginia Commonwealth University, sede del programa nacional de trasplante de órganos más antiguo. El Centro Médico de la Universidad de Virginia, parte del Sistema de Salud de la Universidad de Virginia, que según el U.S.News & World Report está clasificado en el octavo puesto en la especialidad de endocrinología en la nación, y el mejor en el Sur. El Hospital General Sentara Norfolk, parte de Hampton Roads basado en el Sistema de Salud Sentara, también está clasificado a escala nacional, y fue el lugar del primer nacimiento con éxito por fecundación in vitro en los Estados Unidos.

## Ley y gobierno
En la Virginia colonial, los hombres libres eligieron la cámara baja de la legislatura, llamada House of Burgesses (Cámara de los Ciudadanos), que junto con el Consejo del Gobernador, formaba la «Asamblea General». Fundada en 1619, la Asamblea General de Virginia todavía es la legislatura más antigua existente en el Hemisferio Occidental. El gobierno moderno está clasificado como «A-», el grado más alto en la nación, por el Pew Research Center, un honor que comparte con tan sólo otros dos estados.

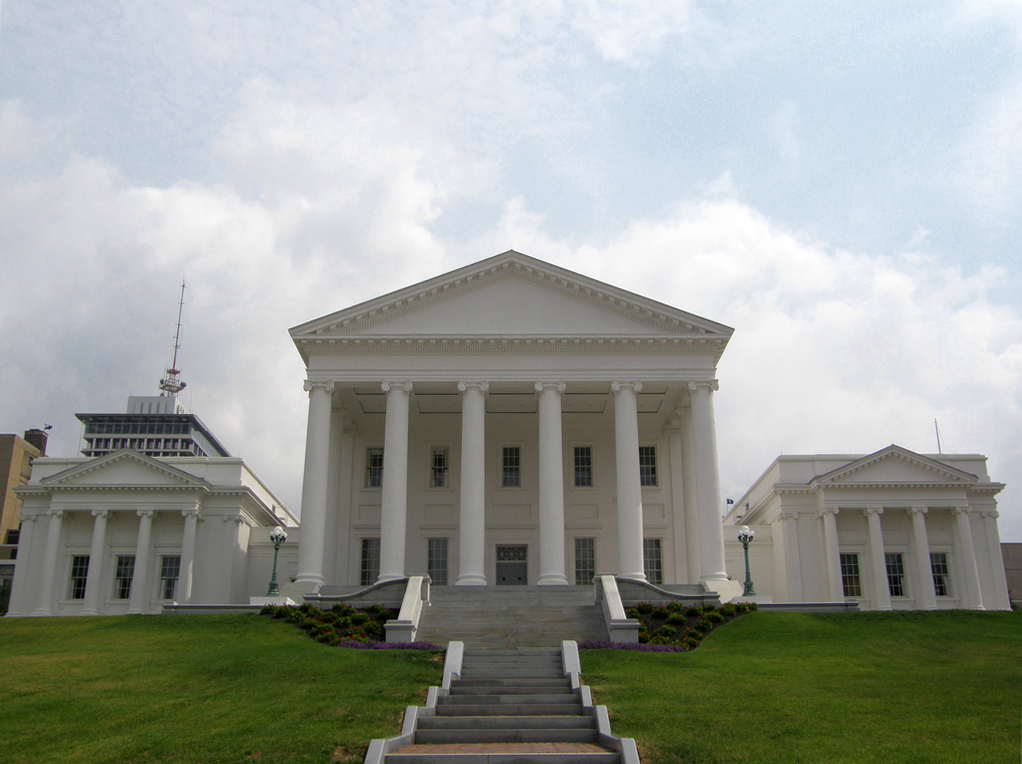
El edificio del Congreso del estado de Virginia, diseñado por Thomas Jefferson y comenzado por el gobernador Patrick Henry en 1785, recientemente se sometió a importantes reformas.

Virginia se rige conforme a la Constitución de Virginia de 1971, la séptima constitución del estado, que estipula menos oficiales electos que la constitución anterior, con un legislativo fuerte y un sistema judicial unificado. Similar a la estructura federal, el gobierno del estado está dividido en tres poderes: legislativo, ejecutivo y judicial. El poder legislativo lo constituye la Asamblea General, un cuerpo bicameral formado por cien miembros de la Cámara de Delegados y cuarenta miembros del Senado, que redactan las leyes para la commonwealth. La Asamblea es más fuerte que el ejecutivo, donde los gobernadores no pueden presentarse a la reelección, y la Asamblea General selecciona a jueces y magistrados. En 2010 fue elegido como gobernador Tim Kaine. Otros miembros del poder ejecutivo incluyen al vicegobernador y el fiscal general. El poder judicial está formado por la Corte Suprema de Virginia, el Tribunal de Apelación de Virginia, los Tribunales Generales de Distrito y los Tribunales Superiores.
El «Código de Virginia» (Code of Virginia) es la ley estatutaria, y contiene la legislación codificada de la Asamblea General. La Policía Estatal de Virginia es la mayor agencia de aplicación de la ley del estado. La Policía del Congreso de Virginia es el departamento de policía más antiguo de los Estados Unidos. El ejército de La Guardia Nacional de Virginia está compuesto por 7500 soldados más 1200 aviadores en la Fuerza Aérea de la Guardia Nacional de Virginia. El «riesgo total de criminalidad» es un 29% más bajo que la media nacional. Sin embargo en 2006, Virginia vio 341 crímenes relacionados con el odio racial, el sexto número más elevado de la nación. Desde la reanudación en 1976 de la pena de muerte en Virginia, 101 personas han sido ejecutadas, la segunda cifra más alta en los Estados Unidos (tras Texas).

## Política

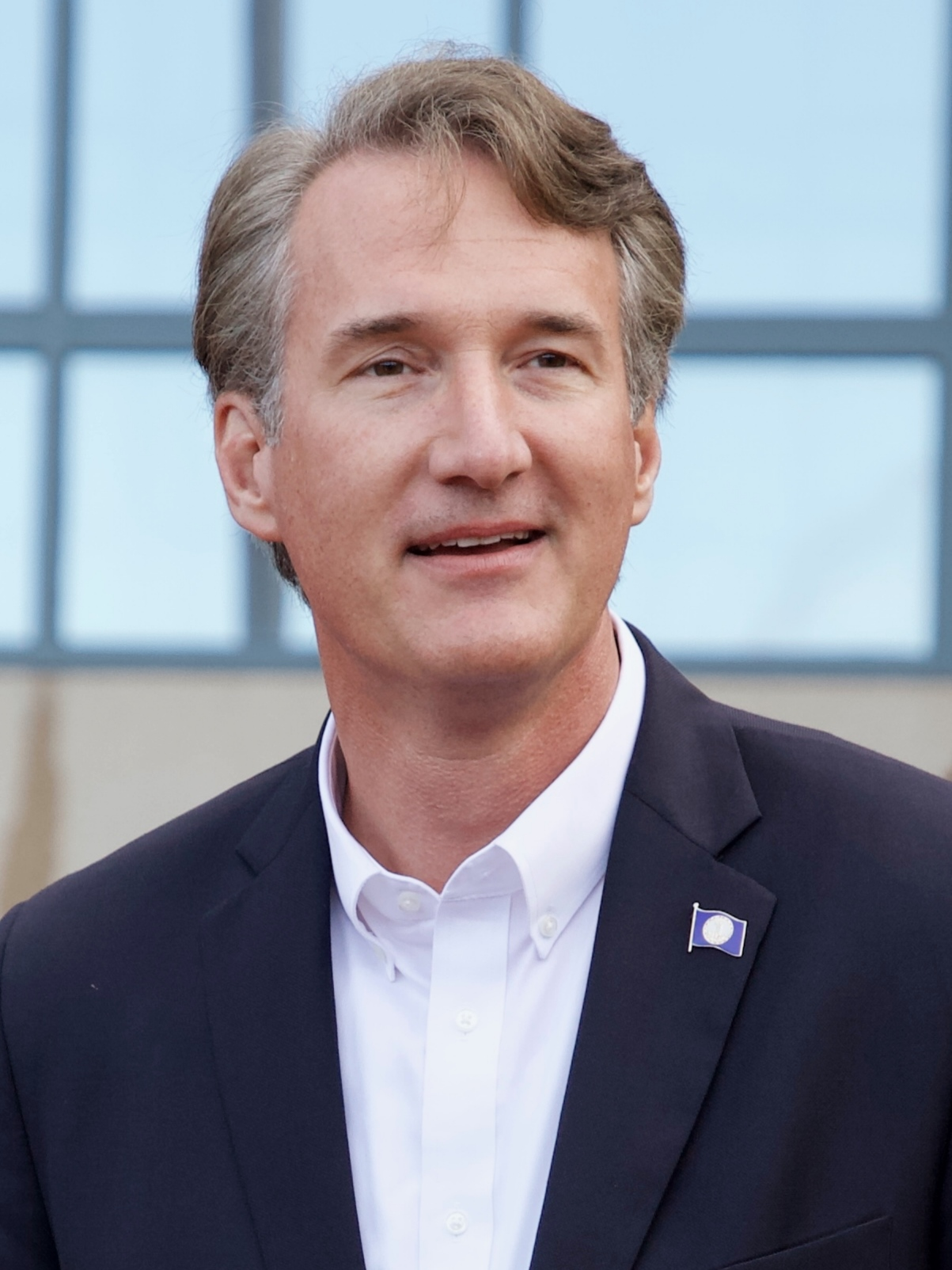
Glenn Youngkin, 74.º gobernador de Virginia.

Durante el siglo pasado, Virginia ha cambiado de un estado fundamentalmente rural, políticamente sureño y conservador, a uno más urbanizado y a un entorno políticamente más pluralista. Las zonas rurales del sur y del este del estado son afines al Partido Republicano, mientras que los centros urbanos y las afueras de Washington, como los condados de Fairfax y Arlington, son en su mayor parte afines al Partido Demócrata. Los afroestadounidenses fueron privados de forma efectiva del derecho al sufragio hasta después de la aprobación de la legislación sobre derechos civiles a mediados de los años 1960, que fue uno de los catalizadores de la «Gran Migración» de principios del siglo XX hacia las ciudades del norte. El otorgamiento del derecho al voto y la inmigración de otros grupos, sobre todo hispanos, han demostrado la importancia creciente de la votación de las minorías.
Las diferencias regionales juegan un gran papel en la política de Virginia. Las áreas urbanas y las crecientes áreas suburbanas políticamente moderadas, incluida Virginia del Norte, son la base del Partido Demócrata. La Virginia rural movió su apoyo al Partido Republicano en respuesta a su «estrategia sureña» (en la política estadounidense, se refiere a un método republicano de llevar a los estados del sur el racismo entre los votantes blancos). Partes de Virginia del Sudoeste bajo la influencia de las minas de carbón sindicalizadas, ciudades universitarias, como Charlottesville y Blacksburg y condados del sudeste en la región del «Cinturón Negro» han permanecido más favorables al voto demócrata.
La fuerza de los partidos políticos de Virginia ha cambiado en los últimos años. En las elecciones presidenciales de Estados Unidos de 2004, el condado de Fairfax en Virginia del Norte votó por los demócratas por primera vez en los últimos cuarenta años, uniéndose a las fortalezas demócratas de Alexandria y Arlington. En 2006 fue elegido gobernador el demócrata Tim Kaine y en las elecciones estatales del 2007 los demócratas recobraron el control del Senado estatal y redujeron la mayoría republicana en la Cámara de Delegados a ocho escaños. Pero en las elecciones de 2009 el republicano Bob McDonnell fue elegido gobernador por un margen de 17 puntos; el vicegobernador y el fiscal general también fueron republicanos, y recuperaron seis escaños en la Cámara de Delegados.
En elecciones federales desde 2006, los demócratas han tenido más éxito. En las elecciones al Senado de 2006, el demócrata Jim Webb ganó al titular republicano en unas reñidas elecciones. El partido obtuvo ambos escaños del Senado estadounidense después de 2008, cuando el antiguo gobernador Mark Warner sustituyó al republicano John Warner. De los 11 escaños del estado en la Cámara de Representantes, los demócratas obtuvieron seis y los republicanos cinco. En Virginia, que tiene 13 votos electorales, ganó el demócrata Barack Obama en las elecciones presidenciales de 2008, cuando los candidatos republicanos habían ganado en las diez elecciones presidenciales anteriores. Virginia está considerada como un «estado oscilante» en las elecciones presidenciales.